# Glosar de geometrie
Prezentul glosar de geometrie conține termeni din domeniul geometriei și a altor domenii conexe ca: trigonometrie, geometrie analitică, geometrie sferică, geometrie proiectivă, teoria curbelor.
Pentru celelalte domenii ale matematicii, ca algebra și analiza matematică, vedeți celelalte glosare din categoria: Glosare de matematică.
Cuvintele subliniate prin italice au explicații la cuvintele „titlu” din această pagină.

## 0–9
- 0- - figură geometrică zerodimensională (cu 0 dimensiuni).

- 0-față - față zerodimensională = punct.
- 0-spațiu - spațiu zerodimensional.

- 1- - figură geometrică unidimensională (cu 1 dimensiune).

- 1-față - față unidimensională = segment de dreaptă.
- 1-fațetă - fațetă unidimensională = segment de dreaptă, parte a unei 1-fețe.
- 1-gon - poligon unidimensional, realizabil doar în spațiul proiectiv.
- 1-sferă - sferă unidimensională = cerc.
- 1-spațiu - spațiu unidimensional.

- 11-celule - 4-politop abstract cu 11 celule.
- 120-celule - 4-politop cu 120 de celule = dodecaplex.

- 120-celule icosaedric - politop Schläfli–Hess cu 120 de celule icosaedrice.

- 16-celule - 4-politop cu 16 celule = 4-ortoplex.
- 2- - figură geometrică bidimensională (cu 2 dimensiuni).

- 2-față - față bidimensională = față în sens comun a unui poliedru.
- 2-fațetă - fațetă bidimensională, parte a unei 2-fețe.
- 2-gon - poligon.
- 2-sferă - suprafața bidimensională a unei bile.
- 2-spațiu - spațiu bidimensional.

- 24-celule - 4-politop cu 24 de celule = octaplex.
- 25 de cercuri mari ale octaedrului sferic - aranjament de 25 de cercuri mari aflate în simetrie octaedrică.
- 3- - figură geometrică tridimensională (cu 3 dimensiuni).

- 3-față - față tridimensională = celulă a unui politop.
- 3-fațetă - fațetă tridimensională, parte a unei 3-fețe.
- 3-edru - poliedru.
- 3-sferă - „suprafața” tridimensională a unui 4-politop sferic.
- 3-spațiu - spațiu tridimensional.

- 31 de cercuri mari ale icosaedrului sferic - aranjament de 31 de cercuri mari aflate în simetrie icosaedrică.
- 4- - figură geometrică cvadridimensională (cu 4 dimensiuni).

- 4-cub - hipercub cvadridimensional = tesseract = 8 celule.
- 4-politop - politop cvadridimensional.
- 4-ortoplex - ortoplex cvadridimensional = 16-celule.
- 4-simplex - simplex cvadridimensional = 5-celule.
- 4-spațiu - spațiu cvadridimensional.

- 5- - figură geometrică pentadimensională (cu 5 dimensiuni).

- 5-celule - 4-politop cu 5 celule = pentatop = 4-simplex.
- 5-spațiu - spațiu pentadimensional.

- 57-celule - 4-politop abstract cu 57 celule.
- 600-celule - 4-politop cu 600 de celule = tetraplex.
- 8-celule - 4-politop cu 8 celule = tesseract.

## A
- abscisă:

- prima coordonată carteziană (cea orizontală), care servește la stabilirea poziției unui punct în plan sau în spațiu;
- distanța, pe o axă orientată, de la origine până la un punct dat.
- afix - punct reprezentând un număr complex într-un sistem de coordonate carteziene.
- algoritmul Graham - metodă de obținere în informatică a anvelopei convexe a unei mulțimi de puncte dintr-un plan.
- alternare - operație aplicată unui poligon, poliedru, politop sau pavare, care elimină vârfuri alternativ.
- amplitudine - distanță care separă punctele extreme ale unui arc de curbă.
- aplicarea ariilor - metodă de rezolvare, cu ajutorul ariilor patrulaterelor simple, a unor probleme cu ecuații.
- anizogon - care are muchii inegale.

Drepte antiparalele (și în raport cu și).

- antiparalele:

- (despre perechi de drepte) situate astfel încât punctele în dreptele unei perechi intersectează dreptele celeilalte perechi să fie vârfurile unui patrulater inscriptibil;
- (despre vectori sau despre drepte orientate) paralele și de sensuri opuse.
- antiparalelogram - patrulater concav cu două laturi egale și paralele; contraparalelogram.
- antipodară - curbă (C') a cărei podară în raport cu un punct P este o curbă dată (C).
- antipol - simetricul, în raport cu centrul unei conice, al polului unei drepte în raport cu acea dreaptă.
- antipolară - polară, în raport cu o conică, a simetricului unui punct în raport cu centrul conicei respective.
- antipozi - pereche de puncte diametral opuse pe o sferă.
- antiprismă - poliedru asemănător cu prisma, însă cu fețele laterale triunghiuri alternante.

- antiprismă apeirogonală - antiprismă cu un număr infinit de fețe laterale.
- antiprismă augmentată - v. piramidă giroalungită.
- antiprismă decagonală - antiprismă cu bazele decagoane.
- antiprismă eneagonală - antiprismă cu bazele eneagoane.
- antiprismă heptagonală - antiprismă cu bazele heptagoane.
- antiprismă heptagramică 7/2 - antiprismă cu bazele heptagrame {7/2}.
- antiprismă heptagramică 7/3 - antiprismă cu bazele heptagrame {7/3}.
- antiprismă heptagramică 7/4 - v. retroprismă heptagramică.
- antiprismă hexagonală - antiprismă cu bazele hexagoane.
- antiprismă octagramică - antiprismă cu bazele octagrame orientate la fel.
- antiprismă octogonală - antiprismă cu bazele octogoane.
- antiprismă pătrată - antiprismă cu bazele pătrate.
- antiprismă pătrată snub - poliedru Johnson format dintr-o antiprismă pătrată căreia i s-a aplicat operația snub.
- antiprismă pentagonală - antiprismă cu bazele pentagoane.
- antiprismă pentagramică - antiprismă cu bazele pentagrame orientate la fel.
- antiprismă triunghiulară - v. octaedru.

- antisimetric - care, printr-o transformare simetrică față de un centru de simetrie, dobândește proprietăți opuse celor inițiale.
- apeirogon - poligon cu un număr infinit de laturi.

- apeirogon necoliniar - apeirogon cu vârfurile necoliniare.

- apeiroedru - poliedru cu un număr infinit de fețe.

- apeiroedru regulat - apeiroedru având fie fețele, fie figura vârfului poligoane strâmbe.

- apeirotop - politop cu un număr infinit de fețe.
- aplatizare -  măsură a contracției unui cerc sau a unei sfere de-a lungul unui diametru pentru a forma o elipsă, respectiv un sferoid.
- apotemă:

- (pentru un poligon regulat) segmentul de dreaptă care unește centrul poligonului cu mijlocul unei laturi;
- segment de dreaptă care unește vârful unei piramide regulate cu mijlocul unei laturi a bazei;
- (pentru un trunchi de piramidă regulată) segmentul care unește mijloacele a două laturi ale poligoanelor bazelor, de pe o aceeași față laterală.
- aranjamentul fețelor - set de fețe descris prin poziția lor relativă în spațiu.
- aranjamentul laturilor - set de laturi descris prin poziția lor relativă în spațiu.
- aranjamentul vârfurilor - set de puncte descris prin poziția lor relativă în spațiu.
- arc - porțiune dintr-o curbă, delimitată de două puncte ale acesteia.
- arc de cerc - porțiune din circumferința unui cerc.
- arc capabil de un unghi dat - locul geometric al punctelor dintr-un semiplan din care un segment se vede sub un unghi constant.
- areolar - referitor la arie.
- argument - unghiul dintre semiaxa reală și dreapta care unește originea cu afixul unui număr complex, măsurat în sens trigonometric direct.
- arie - măsura unei suprafețe.
- armonograf - aparat mecanic cu ajutorul căruia se pot obține serii de curbe cu aspect grafic armonios, inedit.

Figuri geometrice asemenea

- asemănare - corespondență biunivocă între punctele {\displaystyle M} ale unei figuri {\displaystyle {\mathcal {F}}} și punctele {\displaystyle M'} ale unei figuri {\displaystyle {\mathcal {F}}'} astfel încât raportul dintre distanța a două puncte oarecare ale figurii {\displaystyle {\mathcal {F}}}  și distanța dintre punctele omoloage ale figurii  {\displaystyle {\mathcal {F}}'} să fie constant (sinonim: similitudine).
- asimptotă - dreaptă asociată unei curbe care are proprietatea că distanța de la dreaptă la un punct variabil al curbei tinde către zero când punctul se deplasează pe curbă spre infinit.
- asociaedru - realizare geometrică a unei latice Tamari.
- astroidă - curbă descrisă de un punct al unui cerc care se rostogolește fără alunecare în interiorul unui cerc fix cu raza de patru ori mai mare; este o hipocicloidă particulară cu patru colțuri.
- axa mare a unei elipse - cel mai lung diametru al acestei conice.
- axă:

- dreaptă pe care se consideră un sens de parcurs (sinonim: dreaptă orientată);
- dreaptă care delimitează părțile simetrice ale unei figuri geometrice plane sau în spațiu.
- axă a absciselor - (pe o diagramă în sistemul de coordonate rectangulare) axa de coordonate de-a lungul căreia variabila independentă ia valori crescătoare de la stânga la dreapta.
- axă a ordonatelor - (pe o diagramă în sistemul de coordonate rectangulare) axa de coordonate după direcția căreia o funcție ia valori crescătoare de jos în sus.
- axă a numerelor - dreaptă prevăzută cu un punct de origine, de la care se continuă imaginar spre {\displaystyle +\infty } și {\displaystyle -\infty }, pe această aflându-se toate numerele reale.
- axă a unei elipse - dreaptă care unește cele două focare.
- axă a unei piramide - dreaptă care unește vârful și mijlocul bazei.
- axă a unei prisme - dreaptă care unește centrele celor două baze.
- axă de rotație - o dreaptă, teoretică sau reală, în jurul căreia se rotește un punct, o linie (sau curbă), o suprafață, un volum sau orice alt element din dimensiuni superioare.
- axă de simetrie - dreaptă față de care o figură geometrică este simetrică, de exemplu: diametrul unui cerc.
- axă mediană - mulțimea tuturor punctelor care au mai mult de un punct „cel mai apropiat” de pe frontiera obiectului.

Axa radicală a două cercuri.

- axă radicală a două cercuri - locul geometric al punctelor care au puteri egale față de cele două cercuri.
- axe de coordonate - axe concurente pe care se măsoară pornind de la punctul lor de intersecție (origine), câte un segment, pentru a determina poziția unui punct.

- axonometrie:

- metodă de obținere a proiecției obiectelor din spațiu pe un plan (plan axonometric); proiecția poate fi ortogonală sau oblică;
- disciplină care are ca obiect studiul reprezentărilor axonometrice.
- azimut - una dintre coordonatele unui punct; astfel, în coordonate polare este unghiul format de raza vectoare cu axa absciselor, iar în coordonate sferice unghiul pe care îl formează raza vectoare cu axa verticală.

## B
- balastru - compas folosit la trasarea de cercuri mari, format dintr-un braț cu manșon la partea superioară, de care este legat un al doilea braț care se arcuiește și poartă un creion.
- balustru - compas folosit la trasarea de cercuri foarte mici.
- baricentru - punctul de intersecție a medianelor unui triunghi.

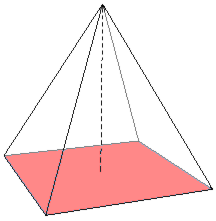
Baza unei piramide

- bază - una din laturile unui triunghi ori ale unui paralelogram sau una dintre fețele unui poliedru, care se reprezintă în poziție orizontală și se ia ca referință.
- bicentric - care are două centre.
- bicupolă - poliedru format din două cupole conectate prin bazele lor mari.

- bicupolă triunghiulară giroalungită - poliedru Johnson format prin inserarea unei antiprisme hexagonale între jumătățile unei ortobicupole triunghiulare sau a unui cuboctaedru.
- bicupolă pătrată giroalungită - poliedru Johnson format prin inserarea unei antiprisme octogonale între jumătățile unei ortobicupole pătrate sau a unei girobicupole pătrate.
- bicupolă pentagonală giroalungită - poliedru Johnson format prin inserarea unei antiprisme decagonale între jumătățile unei ortobicupole pentagonale sau a unei girobicupole pentagonale.

- bilateral - care are două părți (sau două laturi) opuse, simetrice; care este așezat la dreapta și la stânga unei axă de simetrie.
- bimediană - segment de dreaptă care unește, într-un patrulater, mijloacele a două laturi opuse, ori, într-un tetraedru, mijloacele a două muchii opuse.
- bilunulăbirotondă - poliedru Johnson cu 26 de fețe.
- binormală - dreaptă care trece printr-un punct al unei curbe și este perpendiculară pe planul osculator al acesteia.
- bipiramidă - poliedru format din două piramide unite prin bazele lor.

- bipiramidă alungită - poliedru format prin inserarea unei prisme între jumătățile unei bipiramide.
- bipiramidă decagonală - poliedru format din două piramide decagonale unite prin bazele lor.
- bipiramidă eneagonală - poliedru format din două piramide eneagonale unite prin bazele lor.
- bipiramidă giroalungită - poliedru format prin inserarea unei antiprisme între jumătățile unei bipiramide.
- bipiramidă heptagonală - poliedru format din două piramide heptagonale unite prin bazele lor.
- bipiramidă hexagonală - poliedru format din două piramide hexagonale unite prin bazele lor.
- bipiramidă octogonală - poliedru format din două piramide octogonale unite prin bazele lor.
- bipiramidă pătrată - v. octaedru.
- bipiramidă pătrată alungită - poliedru Johnson format prin inserarea unei prisme pătrate între jumătățile unei bipiramide pătrate.
- bipiramidă pătrată giroalungită - poliedru Johnson format prin inserarea unei antiprisme pătrate între jumătățile unei bipiramide pătrate.
- bipiramidă pentagonală - poliedru Johnson format din două piramide pentagonale unite prin bazele lor.
- bipiramidă pentagonală alungită - poliedru Johnson format prin inserarea unei prisme pentagonale între jumătățile unei bipiramide pentagonale.
- bipiramidă triunghiulară - poliedru Johnson format din două piramide triunghiulare unite prin bazele lor.
- bipiramidă triunghiulară alungită - poliedru Johnson format prin inserarea unei prisme triunghiulare între jumătățile unei bipiramide triunghiulare.

- biraport - vezi raport anarmonic.
- birotondă - poliedru format din două rotonde lipite pe bazele mari.

- birotondă pentagonală giroalungită - poliedru Johnson format prin inserarea unei antiprisme decagonale între jumătățile unei birotonde pentagonale sau a unui icosidodecaedru.

- bisectoare - dreaptă dusă din vârful unui unghi, care îl divide în două unghiuri congruente; vezi și plan bisector.

- bisectoarei. teorema ~ - într-un triunghi, o bisectoare determină pe latura opusă segmente proporționale cu laturile triunghiului.

- bisfenocingulum - poliedru Johnson cu 24 de fețe.
- bisfenoid - tip de tetraedru cu fețele triunghiuri isoscele congruente.

- bisfenoid snub - poliedru Johnson, deltaedru cu 12 fețe.

- bisimetric - care prezintă două plane de simetrie.
- bitangentă - dreaptă tangentă la curbe sau figuri geometrice în două puncte diferite.

- bitangentă a unei cuartice - curbă care este tangentă la o cuartică în două puncte diferite.

- bitrunchi - poliedru ale cărui vârfuri sa află în trei plane paralele.
- bitrunchiere - trunchiere a unui politop dincolo de rectificare.

## C
- cadran - fiecare dintre unghiurile drepte formate de două drepte perpendiculare.
- cadrilater - vezi patrulater.
- calcul grafic - calcul numeric efectuat cu ajutorul construcțiilor geometrice.
- caleidociclu = poliedru flexibil format din tetraedre conectate într-o structură în formă de inel.
- calotă sferică - porțiune din sferă situată de o parte a unui plan care taie sfera.
- cantelare - operație care teșește laturile și vârfurile unui politop regulat.
- cardioidă - curbă în formă de inimă, descrisă de un punct al unui cerc care se rostogolește, fără alunecare, pe un cerc fix din același plan; este o epicicloidă particulară, un caz particular al melcului lui Pascal.
- catetă - fiecare din laturile unghiului drept ale unui triunghi dreptunghic.
- Cauchy, teorema lui ~ - teoremă care afirmă că politopurile convexe în trei dimensiuni cu fețe corespondente congruente trebuie să fie congruente unul cu celălalt.
- cavalier - vezi: perspectivă cavalieră, plan cavalier.
- celulă - 3-față a unui politop 4-dimensional sau a unei teselări 3-dimensionale, sau din dimensiuni superioare.
- centimetru - măsură subdivizionară de lungime, care reprezintă a suta parte dintr-un metru.
- centru:

- punct care are numite proprietăți importante în raport cu o figură geometrică; exemple: centrul unui cerc, centrul de greutate al unui triunghi; vezi și mijloc;
- punct în raport cu care toate punctele unei figuri sunt la aceeași distanță.
- centru de simetrie - punct în raport cu care punctele unei figuri geometrice se asociază în perechi simetrice.

- cerc - locul geometric al punctelor dintr-un plan egal depărtate de un punct fix din acel plan, numit centrul cercului.

- cerc trigonometric - cerc cu raza egală cu unitatea și cu sensul de măsurare al arcelor invers aceluia al acelor ceasornicului; este utilizat pentru definirea funcțiilor trigonometrice.
- cercul celor nouă puncte - cercul care trece prin mijloacele laturilor unui triunghi, picioarele celor trei înălțimi⁠ și punctele de la jumătatea distanței dintre ortocentru și fiecare dintre cele trei vârfuri; altă denumire: cercul lui Euler.
- cercul lui Euler - vezi cercul celor nouă puncte.

- ceviană - dreaptă din planul unui triunghi care trece printr-un vârf al acestuia.
- chiralitate - proprietatea unei figuri geometrice care nu poate fi suprapusă peste imaginea sa în oglindă numai prin rotații și translații.
- cicloidă - curbă plană descrisă de un punct dat al unui cerc mobil care se rostogolește fără alunecare pe o dreaptă fixă situată în planul cercului.
- ciclometrie - tehnica măsurării unui cerc.
- ciclometru - instrument pentru măsurarea cercurilor.
- cilindru:

- suprafață descrisă de o dreaptă (numită generatoare) care se deplasează paralel cu ea însăși, sprijinindu-se pe o curbă (numită directoare);
- corp geometric mărginit de o suprafață cilindrică cu o curbă directoare închisă și de două plane paralele.
- cilindru circular - cilindru cu bazele în cercuri.

- circumferențiar - tip de compas pentru trasarea cercurilor.
- circumferință - linie împrejmuitoare a unui figuri geometrice, a unui loc de formă (relativ) rotundă (în special cerc); lungime a conturului acelei figuri.
- circumscriere -  construcție a unei o figuri geometrice circumscrise; trasare a unui cerc care să treacă prin toate vârfurile unui poligon.
- circumscris -(despre figuri geometrice) mărginit, delimitat de o altă figură geometrică; (despre poligoane) cu toate laturile tangente la un cerc dat.
- cisoidă - curbă de gradul al treilea (cubică), loc geometric al punctelor {\displaystyle M} de pe o secantă variabilă care trece printr-un punct fix {\displaystyle O} din planul a două curbe {\displaystyle b_{1},b_{2}} pe care le intersectează în punctele {\displaystyle N}, respectiv {\displaystyle P}, astfel încât {\displaystyle {\overline {OM}}={\overline {NP}}.}

- cisoida lui Diocle - cisoidă particulară care se obține unind punctele {\displaystyle M} situate pe o secantă variabilă la un cerc care trece printr-un punct fix {\displaystyle O} de pe acest cerc și care intersectează cercul într-un alt punct {\displaystyle N}, iar tangenta dusă în punctul {\displaystyle A} diametral opus lui {\displaystyle O} o intersectează în punctul {\displaystyle P}, astfel încât {\displaystyle {\overline {OM}}={\overline {NP}}.}

- clotoidă - curbă plană a cărei curbură într-un punct e proporțională cu lungimea arcului care are originea într-un punct fix al curbei și extremitatea în punctul considerat.
- coardă - segment de dreaptă care unește două puncte ale unei curbe.
- codimensiune (într-un spațiu vectorial E, a unui subspațiu al său F) - concept din geometria algebrică definit prin: {\displaystyle \operatorname {codim} _{E}(F)=\dim(E/F)}
- coeficient unghiular (al unei drepte) - tangenta trigonometrică a unghiului u {\displaystyle (u<180^{o})} cu care trebuie rotită axa Ox, în sens direct, pentru a o suprapune peste o paralelă la dreapta dată (sinonim: pantă).
- coliniar  - (despre puncte) situate pe aceeași dreaptă.
- colorare arhimedică - colorare a unei figuri a vârfului repetată într-un aranjament periodic.
- colorare uniformă - proprietate a unei figuri uniforme (pavare uniformă sau poliedru uniform) care este colorată pentru a fi figură izogonală (tranzitivă pe vârfuri).
- comensurabilitate - proprietatea a două lungimi de segment de a avea raportul un număr rațional; de exemplu, latura și diagonala unui pătrat sunt incomensurabile.
- compas - instrument folosit la trasarea de cercuri sau de arce de cerc.
- complementar - unghiul sau arcul care, împreună cu un unghi sau cu un arc dat, formează un unghi sau un arc de {\displaystyle 90^{\circ }.}
- compunere - (a doi vectori) operație de determinare a rezultantei a mai mulți vectori cu ajutorul regulii paralelogramului sau a poligonului.
- compus de cinci cuboctaedre - compus poliedric regulat format din cinci cuboctaedre.
- compus de cinci cubohemioctaedre - compus poliedric uniform format din cinci cubohemioctaedre.
- compus de cinci cuburi - compus poliedric regulat format din cinci cuburi.

- compus de cinci cuburi trunchiate - compus poliedric uniform format din cinci cuburi trunchiate.

- compus de cinci hexaedre trunchiate stelate - compus poliedric uniform format din cinci hexaedre trunchiate stelate.
- compus de cinci icosaedre - compus poliedric uniform format din cinci icosaedre.
- compus de cinci mari cubicuboctaedre - compus poliedric uniform format din cinci mari cubicuboctaedre.
- compus de cinci mari dodecaedre - compus poliedric uniform format din cinci mari dodecaedre.
- compus de cinci mari icosaedre - compus poliedric uniform format din cinci mari icosaedre.
- compus de cinci mari rombicuboctaedre neconvexe - compus poliedric uniform format din cinci mari rombicuboctaedre neconvexe.
- compus de cinci mari rombihexaedre - compus poliedric uniform format din cinci mari rombihexaedre.
- compus de cinci mici cubicuboctaedre - compus poliedric uniform format din cinci mici cubicuboctaedre.
- compus de cinci mici dodecaedre stelate - compus poliedric uniform format din cinci mici dodecaedre stelate.
- compus de cinci mici rombihexaedre - compus poliedric uniform format din cinci mici rombihexaedre.
- compus de cinci octaedre - compus poliedric regulat format din cinci octaedre.
- compus de cinci octahemioctaedre - compus poliedric regulat format din cinci octahemioctaedre.
- compus de cinci rombicuboctaedre - compus poliedric regulat format din cinci rombicuboctaedre.
- compus de cinci tetraedre - compus poliedric regulat format din cinci tetraedre.

- compus de cinci tetraedre trunchiate - compus poliedric uniform format din cinci tetraedre trunchiate.

- compus de cinci tetrahemihexaedre - compus poliedric uniform format din cinci tetrahemihexaedre.
- compus de cub și octaedru - compus poliedric format din cub și dualul său, octaedrul.
- compus de dodecaedru și icosaedru - compus poliedric format din dodecaedru și dualul său, icosaedrul.
- compus de două cuburi snub - compus poliedric uniform format din două cuburi snub.
- Compus de două dodecadodecaedre snub - compus poliedric uniform format din două dodecadodecaedre snub.
- Compus de două dodecadodecaedre snub inversate - compus poliedric uniform format din două dodecadodecaedre snub inversate.
- compus de două dodecaedre snub - compus poliedric uniform format din două dodecaedre snub.
- compus de două icosaedre - compus poliedric uniform format din două icosaedre.
- compus de două icosidodecadodecaedre snub - compus poliedric uniform format din două icosidodecadodecaedre snub.
- compus de două mari dodecaedre - compus poliedric uniform format din două mari dodecaedre.
- compus de două mari icosaedre - compus poliedric uniform format din două mari icosaedre.
- compus de două mari icosidodecaedre retrosnub - compus poliedric uniform format din două mari icosidodecaedre retrosnub.
- compus de două mari icosidodecaedre snub - compus poliedric uniform format din două mari icosidodecaedre snub.
- compus de două mari icosidodecaedre snub inversate - compus poliedric uniform format din două mari icosidodecaedre snub inversate.
- compus de două mici dodecaedre stelate - compus poliedric uniform format din două mici dodecaedre stelate.
- compus de două tetraedre - compus poliedric regulat format din două tetraedre.

- compus de două tetraedre trunchiate - compus poliedric uniform format din două tetraedre trunchiate.

- compus de douăsprezece antiprisme pentagonale cu libertate de rotație - compus poliedric uniform format din douăsprezece antiprisme pentagonale, cu libertate de rotație.
- compus de douăsprezece antiprisme pentagramice - compus poliedric uniform format din douăsprezece antiprisme pentagramice.
- compus de douăsprezece prisme pentagonale - compus poliedric uniform format din douăsprezece prisme pentagonale.
- compus de douăsprezece prisme pentagramice - compus poliedric uniform format din douăsprezece prisme pentagramice.

- compus de douăsprezece retroprisme pentagramice cu libertate de rotație - compus poliedric uniform format din douăsprezece retroprisme pentagramice, cu libertate de rotație.

- compus de douăsprezece tetraedre cu libertate de rotație - compus poliedric uniform format din douăsprezece tetraedre, cu libertate de rotație.
- compus de douăzeci de octaedre - compus poliedric uniform format din douăzeci de octaedre.

- compus de douăzeci de octaedre cu libertate de rotație - compus poliedric uniform format din douăzeci de octaedre, cu libertate de rotație.

- compus de douăzeci de prisme triunghiulare - compus poliedric uniform format din douăzeci de prisme triunghiulare.
- compus de douăzeci de tetrahemihexaedre - compus poliedric uniform format din douăzeci de tetrahemihexaedre.
- compus de marele icosaedru și marele dodecaedru stelat - compus poliedric format din marele icosaedru și dualul său, marele dodecaedru stelat.
- compus de micul dodecaedru stelat și marele dodecaedru - compus poliedric format din micul dodecaedru stelat și dualul său, marele dodecaedru.
- compus de opt octaedre cu libertate de rotație - compus poliedric uniform format din opt octaedre, cu libertate de rotație.
- compus de opt prisme triunghiulare - compus poliedric uniform format din opt prisme triunghiulare.
- compus de patru cuburi - compus poliedric format din patru cuburi.
- compus de patru octaedre - compus poliedric uniform format din patru octaedre.

- compus de patru octaedre cu libertate de rotație - compus poliedric uniform format din patru octaedre, cu libertate de rotație.

- compus de patru prisme hexagonale - compus poliedric uniform format din patru prisme hexagonale.
- compus de patru prisme triunghiulare - compus poliedric uniform format din patru prisme triunghiulare.
- compus de patru tetraedre - compus poliedric uniform format din patru tetraedre.
- compus de șase antiprisme pătrate - compus poliedric uniform format din șase antiprisme pătrate.
- compus de șase antiprisme pentagonale - compus poliedric uniform format din șase antiprisme pentagonale.
- compus de șase antiprisme pentagramice - compus poliedric uniform format din șase antiprisme pentagramice.
- compus de șase cuburi - compus poliedric uniform format din șase cuburi.

- compus de șase cuburi cu libertate de rotație - compus poliedric uniform format din șase cuburi, cu libertate de rotație.

- compus de șase octaedre - compus poliedric format din șase octaedre.
- compus de șase prisme decagonale - compus poliedric uniform format din șase prisme decagonale.
- compus de șase prisme decagramice - compus poliedric uniform format din șase prisme decagramice.
- compus de șase prisme pentagonale - compus poliedric uniform format din șase prisme pentagonale.
- compus de șase prisme pentagramice - compus poliedric uniform format din șase prisme pentagramice.
- compus de șase retroprisme pentagramice - compus poliedric uniform format din șase retroprisme pentagramice.
- compus de șase tetraedre - compus poliedric uniform format din șase tetraedre.

- compus de șase tetraedre cu libertate de rotație - compus poliedric uniform format din șase tetraedre, cu libertate de rotație.

- compus de tesseract și 16-celule - compus politopic format dintr-un tesseract și dualul său, 16 celule.
- compus de trei antiprisme pătrate - compus poliedric uniform format din trei antiprisme pătrate.
- compus de trei cuburi - compus poliedric uniform format din trei cuburi.
- compus de trei octaedre - compus poliedric format din trei octaedre.
- compus de trei tetraedre - compus poliedric uniform format din trei tetraedre.
- compus de zece octaedre - compus poliedric uniform format din zece octaedre.
- compus de zece prisme hexagonale - compus poliedric uniform format din zece prisme hexagonale.
- compus de zece prisme triunghiulare - compus poliedric uniform format din zece prisme triunghiulare.
- compus de zece tetraedre - compus poliedric regulat format din zece tetraedre.

- compus de zece tetraedre trunchiate - compus poliedric uniform format din zece tetraedre trunchiate.

- compus poliedric - figură geometrică formată din două sau mai multe poliedre.

- compus poliedric regulat - compus poliedric la care grupul de simetrie al compusului acționează tranzitiv pe vârfurile și fețele compusului.
- compus poliedric uniform - compus poliedric la care grupul de simetrie al compusului acționează tranzitiv pe vârfurile compusului.

- compus prismatic de antiprisme - compus poliedric uniform format din două sau mai multe antiprisme aranjate prismatic.

- compus prismatic de antiprisme cu libertate de rotație - compus poliedric uniform format din doi compuși prismatici de antiprisme cu libertate de rotație.

- compus prismatic de prisme - compus poliedric uniform format din două sau mai multe prisme aranjate prismatic.

- compus prismatic de prisme cu libertate de rotație - compus poliedric uniform format din doi compuși prismatici de prisme cu libertate de rotație.

- compus politopic - figură geometrică formată din două sau mai multe politopuri.
- compusul Bakos - v. compus de patru cuburi.
- con:

- suprafață descrisă de o dreaptă care se deplasează sprijinindu-se pe o curbă închisă imobilă și pe un punct fix exterior;
- corp geometric mărginit de o asemenea suprafață și de un plan.
- con circular drept - con circular a cărui înălțime trece prin centrul cercului de bază.

- concavitate - proprietate a unei figuri gometrice de a nu fi convexă (adică există segmente dintre două puncte ale figurii care nu se află în întregime în interiorul figurii).
- concentrice - despre două sau mai multe figuri geometrice, care au același centru.
- conciclice - (despre puncte) care sunt situate pe un cerc.
- concoidă - curbă obținută dintr-o curbă plană {\displaystyle r}, luând pe fiecare dreaptă {\displaystyle d}, care trece printr-un punct fix {\displaystyle O}, un segment dat {\displaystyle l}, cu mijlocul la intersecția lui {\displaystyle d} cu {\displaystyle r}; când curba {\displaystyle r} este o dreaptă, se obține concoida lui Nicomede.

- concoida lui de Sluze - familie de concoide studiate de René François Walter, baron de Sluze.

- concurență - relația dintre două sau mai multe drepte sau plane care au un punct sau o dreaptă comună.
- congruență - relația dintre două figuri geometrice care se pot transforma dintr-una în cealaltă printr-o izometrie.
- conică - curbă obținută ca secțiune plană a unui con circular; este reprezentată printr-o ecuație de gradul al doilea și poate fi: elipsă, parabolă, hiperbolă.
- conjectura de împachetare a lui Ulam - conjectură despre cea mai mare densitate de împachetare a corpurilor solide identice în spațiul euclidian tridimensional.
- conoid - suprafață generată de o dreaptă care se menține paralelă cu un plan (plan director) și se sprijină pe o dreaptă fixă (dreaptă directoare) și pe o curbă fixă (curbă directoare).

- conoid circular drept - conoid la care dreapta directoare este axa Oz, planul director este planul xOy, iar curba directoare este cercul: {\displaystyle {\begin{cases}x^{2}+z^{2}-r^{2}=0\\y=a\end{cases}}} (sinonim: conoidul lui Wallis, pană conică).
- conoid drept - conoid la care dreapta directoare este perpendiculară pe planul director.
- conoidul lui Wallis - vezi conoid circular drept.

- construcția Wythoff - metodă de construire a unui poliedru uniform sau a unei pavări plane prin oglindiri.
- construcție cu rigla și compasul - operația de construire a unei figuri geometrice numai cu rigla și compasul
- contraparalelogram - vezi antiparalelogram.
- contur - linie închisă care mărginește un domeniu plan sau situat pe o suprafață.
- contur aparent:

- linia de contact a unui corp cu conul ale cărui generatoare sunt tangente la suprafața corpului și al cărui vârf este considerat în același punct cu ochiul observatorului;
- linia de contact a unui corp cu cilindrul circumscris ale cărui generatoare sunt paralele cu o direcție dată.
- convexitate - proprietate a unei figuri gometrice prin care orice segment dintre două puncte ale figurii se află în întregime în interiorul figurii.
- coordonate - numere care caracterizează poziția unui punct în spațiu față de un sistem de referință ales.

- coordonate bipolare - sistem de coordonate în care poziția unui punct e determinată prin distanțele față de două puncte fixe (numite poli).
- coordonate carteziene:

- coordonate raportate la un sistem de referință format dintr-un număr de drepte concurente egal cu numărul dimensiunilor spațiului respectiv;
- numerele reale care exprimă mărimea coordonatelor unui punct.
- coordonate cilindrice - sistem de coordonate format din coordonatele polare ale proiecției ortogonale a unui punct din spațiu pe un plan și cota punctului, măsurată pe o axă perpendiculară pe acel plan.
- coordonate curbilinii - sistem de coordonate care determină poziția unui punct din plan sau din spațiu în raport cu un sistem de referință format din două, respectiv trei familii de curbe, respectiv de suprafețe.
- coordonate eliptice - sistem de coordonate ortogonal raportate la conice.
- coordonate polare:

- (în plan) coordonatele curbilinii formate din distanța {\displaystyle r} (raza vectoare) de la un punct fix {\displaystyle O} (originea) până la punctul considerat și unghiul {\displaystyle \vartheta } (unghi polar), pe care îl face dreapta care unește aceste două puncte, cu o dreaptă fixă {\displaystyle Ox,} aleasă convențional și care trece prin origine, măsurat în sensul de la dreapta fixă la raza vectoare;
- (în spațiu) coordonate curbilinii formate din raza vectoare {\displaystyle r}, longitudinea {\displaystyle \vartheta } față de un plan {\displaystyle xOz}, luat ca plan meridian, și latitudinea {\displaystyle \varphi } (sau complementul ei, colatitudinea) față de planul {\displaystyle xOy}, luat ca ecuator.
- coordonate sferice - sistem de coordonate format din: distanța radială dintre un punct și o origine fixată, unghiul zenit față de axa pozitivă {\displaystyle z} și unghiul azimut față de axa pozitivă {\displaystyle x.}
- coplanare - (despre figuri geometrice) care sunt situate în același plan.
- coroană circulară - suprafață cuprinsă între două circumferințe concentrice.
- corp convex - figură geometrică în spațiul tridimensional, având proprietatea ca o dată cu două puncte ale sale să conțină întregul segment care unește aceste puncte.

- corp geometric - denumire uzuală pentru corpurile din geometrie, ca: piramida, conul, cubul, sfera etc.

- cosecantă - funcție trigonometrică periodică, reciproca funcției sinus.
- cosinus - funcție trigonometrică egală cu segmentul {\displaystyle OM'}, proiecția pe un diametru {\displaystyle AA'} al cercului trigonometric, ales ca diametru-origine a arcelor, a razei de cerc {\displaystyle OM} corespunzătoare extremității {\displaystyle M} a arcului de cerc subîntins de unghiul {\displaystyle x.}

- cosinus director - cosinusul unghiului dintre un vector și o axă de coordonate.
- cosinusului, teorma ~ - cosinusul unui unghi al unui triunghi este egal cu raportul dintre diferența sumei pătratelor laturilor alăturate cu pătratul laturii opuse unghiului și dublul produsului laturilor alăturate.

- cotangentă - funcție trigonometrică periodică, reciproca funcției tangentă.
- cotă:

- a treia coordonata carteziană;
- înălțimea unui punct față de o suprafață de referință.
- criteriul Conway - metodă de a identifica rapid figurile geometrice care pot pava planul.
- cuadrică - suprafață care, într-un sistem de coordonate cartezian, are ecuația de gradul al doilea; exemple: sfera, elipsoidul, hiperboloidul, paraboloidul.

- cuadrică Klein - polinom care caracterizează dreptele în spațiul proiectiv⁠(d) tridimensional.

- cub - corp geometric cu șase fețe pătrate egale, cu 12 muchii egale și cu 8 unghiuri triedrice dreptunghice.

- cub Hilbert - hipercub infinit dimensional cu topologie compactă.
- cub snub - poliedru arhimedic cu 38 de fețe.
- cub trunchiat - poliedru arhimedic cu 14 fețe.
- cub trunchiat augmentat - poliedru Johnson obținut dintr-un cub trunchiat prin adăugarea unei cupole pătrate pe una din fețele sale octogonale.
- cub trunchiat biaugmentat - poliedru Johnson obținut dintr-un cub trunchiat prin adăugarea a două cupole pătrate pe două din fețele sale octogonale opuse.
- cub unitar - cub cu lungimea laturii egală cu 1 unitate.
- cub unitate - cub unitar cu un vârf în origine și celelalte în primul octant.

- cubică - curbă plană sau în spațiu pe care orice dreaptă din plan, respectiv orice plan din spațiu o intersectează în trei puncte; punctele pot fi distincte, confundate sau aruncate la infinit.
- cuboctaedru - poliedru arhimedic cu 14 fețe.

- cuboctaedru cubitrunchiat - poliedru uniform neconvex cu 20 de fețe.
- cuboctaedru trunchiat - poliedru arhimedic cu 26 de fețe.

- cuboid - hexaedru convex cu topologia cubului.
- cupolă - poliedru format din două poligoane, unul cu de două ori mai multe laturi decât celălalt, unite printr-o bandă alternantă de triunghiuri isoscele și dreptunghiuri.

- cupolă alungită - poliedru format prin lipirea unei cupole cu o prismă la bazele lor congruente.
- cupolă giroalungită - poliedru format prin lipirea unei cupole cu o antiprismă la bazele lor congruente.
- cupolă triunghiulară - cupolă cu baza mică un triunghi. Dacă are fețe regulate, este un poliedru Johnson.
- cupolă triunghiulară alungită - poliedru Johnson format dintr-o cupolă triunghiulară la care s-a atașat la baza mare o prismă hexagonală.
- cupolă triunghiulară giroalungită - poliedru Johnson format dintr-o cupolă triunghiulară la care s-a atașat la baza mare o antiprismă hexagonală.
- cupolă pătrată - cupolă cu baza mică un pătrat. Dacă are fețe regulate, este un poliedru Johnson.
- cupolă pătrată alungită - poliedru Johnson format dintr-o cupolă pătrată la care s-a atașat la baza mare o prismă octogonală.
- cupolă pătrată giroalungită - poliedru Johnson format dintr-o cupolă pătrată la care s-a atașat la baza mare o antiprismă octogonală.
- cupolă pentagonală - cupolă cu baza mică un pentagon. Dacă are fețe regulate, este un poliedru Johnson.
- cupolă pentagonală alungită - poliedru Johnson format dintr-o cupolă pentagonală la care s-a atașat la baza mare o prismă decagonală.
- cupolă pentagonală giroalungită - poliedru Johnson format dintr-o cupolă pentagonală la care s-a atașat la baza mare o antiprismă decagonală.

- cupolărotondă pentagonală giroalungită - poliedru Johnson format dintr-o poliedru format prin inserarea unei antiprisme decagonale între cele două jumătăți ale unei ortocupolerotonde pentagonale sau a unei girocupolerotonde pentagonale.
- curbă - figură geometrică cu o singură dimensiune.

- curbă algebrică - curbă ale cărei puncte au coordonate carteziene care verifică o ecuație algebrică.
- curbă convexă - (în plan) curbă care mărginește un domeniu convex.
- curbă de nivel - mulțime în care o funcție ia o anumită valoare constantă.
- curbă directoare - curbă pe care alunecă dreapta directoare care generează o suprafață cilindrică sau conică.
- curbă plană - curbă aflată într-un plan.
- curbă strâmbă - curbă în spațiu, care nu este situată complet într-un plan.

- curbură - mărime inversă razei de curbură într-un punct al unei curbe.

- curbură constantă - noțiune din geometria diferențială, caracterizând geometria locală a unei varietăți printr-un singur număr, constant.
- curbură geodezică - mărime care indică cât de departe este o curbă de a fi o geodezică.

- cvadratură - operația de construire numai cu rigla și compasul a unui pătrat care să aibă aria egală cu cea a unei figuri geometrice date.

## D
- decaedru - poliedru cu zece fețe.
- decagon - poligon cu zece laturi.
- decagramă - poligon stelat regulat cu zece laturi.
- decomino - poliomino format din 10 pătrate egale conectate latură la latură.
- deficit unghiular - diferența care trebuie adăugată unor unghiuri, într-un plan din spațiul euclidian, pentru a se ajunge la valoarea așteptată de 360° sau 180°.
- degenerare - caz limită în care o figură geometrică devine o figură din altă clasă.
- deltaedru - poliedru la care toate fețele sunt triunghiuri echilaterale.
- densitate - numărul de înfășurări ale frontierei unui politop în jurul centrului său.
- densitate de împachetare - fracțiunea spațiului umplut într-o împachetare.
- deplasare - automorfism izometric al unui spațiu metric.

- deplasare hiperbolică - automorfism izometric al unui spațiu hiperbolic.

- diagramă de stelare - diagramă bidimensională în planul unei fețe a unui poliedru, arătând dreptele unde celelalte plane ale fețelor se intersectează cu aceasta.
- digon - poligon cu două laturi.
- direcție - vezi orientare.
- disfenoid - vezi bisfenoid.
- distanță Cebîșev - metrică definită într-un spațiu vectorial unde distanța dintre doi vectori este valoarea cea mai mare dintre diferențele dintre ei de-a lungul oricărei coordonate.
- distanța de la un punct la o dreaptă - lungimea segmentului dintre un punct și piciorul perpendicularei dusă prin punct la dreaptă.
- distanța de la un punct la un plan - lungimea segmentului dintre un punct și piciorul perpendicularei dusă prin punct la plan.
- distanță euclidiană - distanța dintre două puncte (într-un spațiu euclidian n-dimensional) date prin coordonatele carteziene {\displaystyle (x_{1},x_{2},\cdots x_{n}),(y_{1},y_{2},\cdots y_{n})} și având formula {\displaystyle d={\sqrt {(x_{1}-y_{1})^{2}+(x_{2}-y_{2})^{2}+\cdots +(x_{n}-y_{n})^{2}}}}.
- distanță Manhattan - metrică diferită de distanța euclidiană, egală cu suma diferențelor absolute ale coordonatelor carteziene ale celor două puncte.
- distanță Minkowski - distanța dintre două puncte (într-un spațiu euclidian n-dimensional) date prin coordonatele carteziene {\displaystyle (x_{1},x_{2},\cdots x_{n}),(y_{1},y_{2},\cdots y_{n})} și având formula {\displaystyle d=\left(|x_{1}-y_{1}|^{p}+|x_{2}-y_{2}|^{p}+\cdots +|x_{n}-y_{n}|^{p}\right)^{\frac {1}{p}}}.
- distanță unghiulară - unghiul format de două puncte ale unui cerc, vârful unghiului fiind centrul cercului.
- divizare cu balamale - divizare a unei figuri geometrice în care piesele sunt conectate prin puncte de articulare.
- diviziune armonică - ansamblu de patru puncte coliniare, din care două împart segmentul celorlalte două în același raport; vezi și raport anarmonic.
- dodecadodecaedru - poliedru uniform neconvex cu 24 de fețe.

- dodecadodecaedru ditrigonal - poliedru uniform neconvex cu 24 de fețe.
- dodecadodecaedru icositrunchiat - poliedru uniform neconvex cu 44 de fețe.
- dodecadodecaedru snub - poliedru uniform neconvex cu 84 de fețe.
- dodecadodecaedru snub inversat - poliedru uniform neconvex cu 84 de fețe.
- dodecadodecaedru trunchiat - poliedru uniform neconvex cu 54 de fețe.

- dodecaedru - poliedru cu douăsprezece fețe.

- dodecaedru augmentat - poliedru Johnson format prin augmentarea unui dodecaedru prin atașarea unei piramide pentagonale la una din fețele sale.
- dodecaedru disdiakis - poliedru Catalan cu 48 de fețe.
- dodecaedru excavat - poliedru stelat cu 20 de fețe, a treia stelare a icosaedrului.
- dodecaedru metabiaugmentat - poliedru Johnson format prin augmentarea unui dodecaedru prin atașarea a două piramide pentagonale la două din fețele sale separate printr-o față.
- dodecaedru parabiaugmentat - poliedru Johnson format prin augmentarea unui dodecaedru prin atașarea a două piramide pentagonale la două din fețele sale opuse.
- dodecaedru pentakis - poliedru Catalan cu 60 de fețe.
- dodecaedru rombic - poliedru Catalan cu 12 fețe.
- dodecaedru rombohexagonal - poliedru cu 12 fețe, rombice și hexagonale.
- dodecaedru snub - poliedru arhimedic cu 92 de fețe.
- dodecaedru trapezorombic - poliedru cu 12 fețe, trapezoidale și rombice.
- dodecaedru triaugmentat - poliedru Johnson format prin augmentarea unui dodecaedru prin atașarea a trei piramide pentagonale la trei din fețele sale neadiacente.
- dodecaedru trunchiat - poliedru arhimedic cu 32 de fețe.
- dodecaedru trunchiat augmentat - poliedru Johnson format prin augmentarea unui dodecaedru trunchiat prin atașarea unei cupole pentagonale pe una din fețele sale decagonale.
- dodecaedru trunchiat metabiaugmentat - poliedru Johnson format prin augmentarea unui dodecaedru trunchiat prin atașarea a două cupole pentagonale pe două din fețele sale decagonale adiacente.
- dodecaedru trunchiat parabiaugmentat - poliedru Johnson format prin augmentarea unui dodecaedru trunchiat prin atașarea a două cupole pentagonale pe două din fețele sale decagonale opuse.
- dodecaedru trunchiat triaugmentat - poliedru Johnson format prin augmentarea unui dodecaedru trunchiat prin atașarea a trei cupole pentagonale pe trei din fețele sale decagonale.

- dodecagon - poligon cu douăsprezece laturi și douăsprezece unghiuri.
- dodecagramă - poligon stelat cu douăsprezece laturi și douăsprezece unghiuri.
- dodecaplex - v. 120-celule.
- domeniu fundamental - submulțime a spațiului care conține exact un punct din fiecare orbită a acțiunii unui grup.
- domeniu stea - domeniu în care există cel puțin un punct din care este vizibilă întreaga sa frontieră.
- domino - poliomino de ordinul 2.
- dreaptă - linie care în geometria euclidiană constituie drumul cel mai scurt dintre două puncte.

- dreaptă a lui Euler - dreaptă care trece prin ortocentrul, baricentrul și centrul cercului circumscris unui triunghi.
- dreaptă a lui Simson - dreaptă care unește proiecțiile pe laturile unui triunghi ale unui punct de pe cercul circumscris.
- dreaptă complexă - subspațiu afin unidimensional al unui spațiu vectorial peste mulțimea numerelor complexe.
- dreaptă de la infinit – dreaptă figurativă, situată la infinit, locul geometric al punctelor de la infinit.
- dreaptă Gauss-Newton - dreaptă care trece prin mijloacele diagonalelor unui patrulater complet.
- dreaptă orientată - vezi axă.

- drepte concurente - drepte care se intersectează.
- drepte izogonale - drepte care trec prin vârful unui triunghi și formează unghiuri congruente cu bisectoarea acestuia.
- drepte izotopice - drepte duse printr-un vârf al unui triunghi, care determină pe latura opusă puncte echidistante față de mijlocul acestuia.
- drepte necoplanare - drepte care nu se află în același plan.
- dreptunghi - patrulater cu toate unghiurile drepte.
- dublarea cubului - problemă celebră din Antichitate, care constă în a construi, doar cu rigla și compasul, latura unui cub având volumul dublu față de cel al cubului dat.
- dublu raport - vezi raport anarmonic.
- duocilindru - politop rezultat din produsul cartezian a două discuri.
- duopiramidă - politop dual al unei duoprisme construit pe baza a două politopuri ortogonale.
- duoprismă - politop rezultat din produsul cartezian a două politopuri, fiecare cu două dimensiuni sau mai mult.

## E
- echi- - element de compunere lexicală cu sensul de "egal".

- echidistante - (despre puncte, drepte, plane etc.) care se află la distanțe egale față de un punct, de o dreaptă, de un plan sau care sunt egal distanțate între ele.
- echipolență - proprietate a segmentelor paralele de a avea aceeași lungime și același sens.

- ecuație Whewell - ecuație care descrie abaterea unei curbe de la direcția inițială în funcție de arc.
- elice - curbă strâmbă cu raportul dintre curbură și torsiune constant.

- elice Boerdijk–Coxeter - înlănțuire liniară de tetraedre regulate, vârfurile lor fiind dispuse pe trei elice.

- elicoid - suprafață generată de o dreaptă care se sprijină pe o elice și pe axa ei.
- elipsă - (figură geometrică ale cărei puncte reprezintă) locul geometric al punctelor dintr-un plan pentru care suma distanțelor la două puncte fixe, numite focare, este constantă.
- endecaedru - poliedru cu 11 fețe.
- endecagramă - poligon stelat cu 11 vârfuri și laturi.
- eneacontaedru - poliedru cu 90 de fețe.

- eneacontaedru rombic - poliedru convex cu 90 de 'fețe rombice. 

- eneadecaedru - poliedru cu 19 fețe.
- eneaedru - poliedru cu 9 fețe.
- eneagon - poligon cu 9 vârfuri și laturi.
- eneagramă - poligon stelat cu 9 vârfuri și laturi.
- eoloclin - referitor la calitatea a două drepte de a fi necoplanare.
- evolută - locul geometric al centrelor de curbură ale unei curbe.
- evolventă - locul geometric al unui punct situat pe o dreaptă care „se desfășoară” de pe o curbă.
- exterior - complementul închiderii unei figuri geometrice.
- expandare - operație asupra politopurilor, în care fațetele sunt separate și deplasate radial, iar noi fațete sunt formate între elementele separate.

## F
- fagure - umplere compactă a spațiului cu politopuri.

- fagure cubic - fagure regulat cu celule cubice în spațiul tridimensional.
- fagure dodecaedric rombic - fagure regulat cu celule dodecaedre rombice în spațiul tridimensional.
- fagure simplectic - serie de faguri infinit dimensională cu fațetele simplexuri și simplexuri rectificate.
- fagure tetraedric-octaedric - fagure cvasiregulat cu celule tetraedre și octaedre.
- fagure uniform - fagure izogonal cu fațetele politopuri uniforme.

- familie de curbe (sau de suprafețe) - mulțime de curbe (sau de suprafețe) care au o caracteristică intrinsecă comună, ecuațiile lor conținând un parametru real.
- fascicul - mulțime de drepte sau de plane care trec prin același punct, respectiv prin aceeași dreaptă.
- față - fiecare dintre suprafețele poligonale care limitează un poliedru sau fiecare dintre planele care formează un diedru sau triedru.
- fațetare - procedeu de creare a unui poligon, poliedru sau politop nou prin îndepărtarea unor părți din el fără a crea vreun vârf nou.
- fațetă - componentă a unei structuri geometrice, având, în general, o dimensiune mai puțin decât structura în sine.
- figura lui Skilling - vezi marele dirombidodecaedru disnub.
- figură geometrică - termen generic pentru orice obiect geometric.
- figură izoedrică - figură geometrică tranzitivă pe fețe.
- figură izogonală - figură geometrică tranzitivă pe vârfuri.
- figură izotoxală - figură geometrică tranzitivă pe laturi.
- figură plană - figură geometrică care poate fi așezată cu toate punctele în același plan.
- flexagon - figură plană din hârtie care poate fi flexată (închisă și deschisă) astfel încât să arate fețe diferite.
- focar - punct al conicelor cu anumite proprietăți, de exemplu distanțele până la punctele curbei dau o sumă, o diferență sau un produs constant.
- formă - aspect al unei figuri geometrice.
- fractal - formă geometrică cu detalii asemenea la orice scară.
- frontieră - mulțimea punctelor unei figuri geometrice care pot fi atinse atât din interiorul, cât și din exteriorul său.
- fus sferic - partea din suprafața unei sfere cuprinsă între două semicercuri care au același diametru.

## G
- gen - numărul de „găuri” (sau „toarte”) ale unei suprafețe.

- gen aritmetic - generalizare a genului unei curbe algebrice sau a unei suprafețe Riemann.
- gen geometric - invariant birațional în varietăți algebrice⁠(d) și varietăți complexe⁠(d).

- generatoare - curbă prin deplasarea căreia, după o anumită lege, se generează o suprafață.
- geodezică - drumul cel mai scurt (sau cel mai lung) dintre două puncte.

- geodezică închisă - geodezică care se întoarce la punctul său de pornire având aceeași direcție a tangentei.

- geoid - corp geometric care reprezintă forma teoretică a Pământului mărginit de suprafață mărilor și oceanelor prelungită pe sub continente.
- geometrie - ramură a matematicii care se ocupă cu studiul formelor corpurilor și al raporturilor lor spațiale.

- geometrie absolută - este geometria euclidiană fără axioma paralelelor.
- geometrie analitică - ramură a geometriei care se ocupă cu studiul proprietăților figurilor geometrice cu ajutorul calculului algebric.
- geometrie cinematică - ramură a geometriei care stă la baza teoriei mecanismelor și care studiază figurile geometrice mobile ce se deformează în anumite condiții.
- geometrie diferențială - ramură a geometriei care studiază figurile geometrice cu metodele analizei matematice.
- geometrie discretă - ramuri ale geometriei care studiază proprietățile combinatorii și metodele constructive ale obiectelor geometrice discrete.
- geometrie eliptică - geometrie neeuclidiană în care, printr-un punct exterior unei drepte nu se poate duce nicio paralelă la acea dreaptă, iar două drepte se intersectează într-un singur punct.
- geometrie euclidiană - geometrie în care sunt valabile axiomele lui Euclid.
- geometrie globală - ramură a geometriei diferențiale care studiază relațiile dintre structurile diferențiale și topologice ale unei varietăți diferențiale.
- geometrie hiperbolică - geometrie neeuclidiană în care, printr-un punct exterior unei drepte se pot duce cel puțin două paralele la acea dreaptă.
- geometrie integrală - ramură a geometriei în care se studiază proprietățile măsurilor mulțimilor de elemente geometrice, probabilitățile geometrice⁠(en)[traduceți], invarianții⁠(en)[traduceți] integrali ai unui grup etc.
- geometrie în spațiu - geometrie euclidiană tridimensională care studiază corpurile geometrice, suprafețele și curbele strâmbe.
- geometrie neeuclidiană - geometrie în care nu este valabilă axioma paralelelor.
- geometrie plană - ramură a geometriei care studiază figurile ale căror elemente sunt așezate în același plan.
- geometrie sacră - tip de design arhitectural și artistic care atribuie semnificații simbolice și sacre anumitor forme geometrice și anumitor proporții geometrice.
- geometrie sferică - geometrie neeuclidiană în care, printr-un punct exterior unei drepte nu se poate duce nicio paralelă la acea dreaptă, iar două drepte se intersectează în câte două puncte.

- girobicupolă - bicupolă cu fețele pătrate atașate de fețele triunghiulare.

- girobicupolă triunghiulară -  vezi cuboctaedru.
- girobicupolă triunghiulară alungită - poliedru Johnson format prin inserarea unei prisme hexagonale într-o  girobicupolă triunghiulară.
- girobicupolă pătrată - girobicupolă formată din două cupole pătrate. Dacă are fețe regulate este un poliedru Johnson.
- girobicupolă pătrată alungită - poliedru Johnson format prin inserarea unei prisme octogonale într-o  girobicupolă pătrată.
- girobicupolă pentagonală - girobicupolă formată din două cupole pentagonale. Dacă are fețe regulate este un poliedru Johnson.
- girobicupolă pentagonală alungită - poliedru Johnson format prin inserarea unei prisme decagonale într-o girobicupolă pentagonală.

- girobifastigium - poliedru Johnson format prin unirea a două piramide triunghiulare pe una din fețele lor pătrate.
- girobirotondă pentagonală - v. icosidodecaedru.

- girobirotondă pentagonală alungită - poliedru Johnson format prin inserarea unei prisme decagonale într-un icosidodecaedru.

- girocupolărotondă pentagonală - poliedru format dintr-o cupolă pentagonală și o rotondă pentagonală unite la bazele lor mari, unde triunghiurile sunt adiacente. Dacă are fețe regulate este un poliedru Johnson.

- girocupolărotondă pentagonală alungită - poliedru Johnson format prin inserarea unei prisme decagonale într-o  girocupolărotondă pentagonală.

- goligon - poligon cu unghiurile drepte și laturile consecutive proporționale cu numere întregi consecutive.
- grad centezimal - unitate de măsură a unghiurilor egală cu a suta parte dintr-un unghi drept.
- grad sexagesimal - unitate de măsură a unghiurilor egală cu a 60-a parte dintr-un unghi drept.
- graf poliedric - graf planar simplu 3-conex parametrizat prin numărul nodurilor.
- grup de friză - grup de simetrie al unui model de friză.
- grup de reflexie - grup discret care este generat de un set de reflexii într-un spațiu.
- grup de rotație - grupul transformărilor de conservare a distanței față de un punct fix.
- grup de simetrie - grupul transformărilor în raport cu care obiectul este invariant⁠.
- grup poliedric - grup de simetrii al poliedrelor platonice.
- grupul triunghiului (2,3,7) - grup al triunghiului în teoria suprafețelor Riemann și a geometriei hiperbolice.
- Gudermann, funcția lui ~ - funcție care face legătura dintre funcțiile trigonometrice și funcțiile hiperbolice: {\displaystyle \operatorname {gd} x=\int _{0}^{x}\operatorname {sech} t\,dt.}

## H
- hebesfenomegacoroană - poliedru Johnson cu 21 de fețe.
- hebesfenorotondă triunghiulară - poliedru Johnson cu 20 de fețe.
- hectotriadioedru rombic - poliedru cu 132 de fețe rombice.
- hemicub - poliedru abstract cu 3 fețe.
- hemicuboctaedru - poliedru abstract cu 7 fețe, a cărei realizare reală este tetrahemihexaedrul.
- hemidodecaedru - poliedru abstract cu 6 fețe.
- hemiicosaedru - poliedru abstract cu 10 fețe.
- hemioctaedru - poliedru abstract cu 4 fețe.
- hemipoliedru - poliedru stelat uniform ale cărui fețe trec prin centrul său.
- heptadecaedru - poliedru cu 17 fețe.
- heptaedru - poliedru cu șapte fețe.
- heptagon - poligon cu șapte vârfuri și laturi.
- heptagramă - poligon stelat cu șapte vârfuri și laturi.
- heptomino - poliomino format din 7 pătrate egale conectate latură la latură.
- hexacontaedru - poliedru cu 60 de fețe.

- hexacontaedru pentagonal - poliedru Catalan cu 60 de fețe.
- hexacontaedru rombic - poliedru stelat cu 60 de fețe.
- hexacontaedru romboidal - poliedru Catalan cu 60 de fețe.

- hexadecaedru - poliedru cu 16 fețe.
- hexaedru - poliedru cu șase fețe (exemplu: paralelipipedul).

- hexaedru tetrakis - poliedru Catalan cu 24 de fețe.
- hexaedru trunchiat stelat - poliedru uniform neconvex cu 14 fețe.

- hexagon - poligon cu șase laturi; dacă laturile și respectiv unghiurile au aceeași măsură, hexagonul se numește regulat.
- hexagramă - poligon regulat stelat cu șase vârfuri; mai exact, compus de două triunghiuri echilaterale.
- hexomino - poliomino format din 6 pătrate egale conectate latură la latură.
- hialograf - instrument cu dispozitive reglabile și părți transparente, cu ajutorul căruia se poate desena mecanic perspectiva.
- hiperbolă - curbă plană (conică) ale cărei puncte au proprietatea că diferența distanțelor la două puncte fixe, numite focare, este constată.
- hiperciclu - curbă în planul hiperbolic ale cărei puncte sunt la aceeași distanță ortogonală de axa sa.
- hipercub - este corespondentul într-un spațiu n-dimensional al pătratului din spațiul bidimensional (n = 2), respectiv al cubului din spațiul tridimensional (n = 3).
- hiperplan - subspațiu a cărei dimensiune este cu unu mai mică decât cea a spațiului ambiant.
- hipersferă - este corespondentul într-un spațiu n-dimensional al cercului din spațiul bidimensional (n = 2), respectiv a sferei  din spațiul tridimensional (n = 3).
- hipersuprafață - varietate de dimensiune n–1, care este încorporată într-un spațiu euclidian, afin sau proiectiv⁠ de dimensiune n; este o generalizare a conceptelor de hiperplan, curbă plană și suprafață.
- hosoedru - poliedru în geometria sferică cu două vârfuri și orice număr de fețe.

- hosoedru apeirogonal - hosoedru cu un număr infinit de fețe.

## I
- icosaedru - poliedru cu 20 de fețe.

- icosaedru metabidiminuat - poliedru  Johnson format prin înlocuirea a două seturi de câte 5 triunghiuri echilaterale de pe un icosaedru cu două fețe pentagonale adiacente.
- icosaedru rombic - poliedru cu 20 de fețe.
- icosaedru triakis - poliedru Catalan cu 60 de fețe.
- icosaedru triambic medial - poliedru stelat cu 20 de fețe.
- icosaedru tridiminuat - poliedru Johnson format prin înlocuirea a trei seturi de câte 5 triunghiuri echilaterale de pe un icosaedru cu trei fețe pentagonale adiacente.
- icosaedru tridiminuat augmentat - poliedru Johnson format prin atașarea unui tetraedru la fața adiacentă celor trei fețe pentagonale a unui icosaedru tridiminuat.
- icosaedru trunchiat - poliedru arhimedic cu 32 de fețe.
- icosaedru trunchiat rectificat - poliedru aproape Johnson cu 92 de fețe.

- icosidodecadodecaedru - poliedru uniform neconvex cu 44 de fețe.

- icosidodecadodecaedru snub - poliedru uniform neconvex cu 104 fețe.

- icosidodecaedru - poliedru arhimedic cu 32 de fețe.

- icosidodecaedru trunchiat - poliedru arhimedic cu 62 de fețe.

- icositetraedru - poliedru cu 24 de fețe.

- icositetraedru pentagonal - poliedru Catalan cu 24 de fețe.
- icositetraedru pseudoromboidal - poliedru dual al girobicupolei pătrate alungite.
- icositetraedru romboidal - poliedru Catalan cu 24 de fețe.

- interior - reuniunea tuturor submulțimilor deschise ale figurii geometrice.
- invariant birațional - proprietate care conservă echivalența birațională⁠(d).
- inversiune - aplicație bijectivă care transformă o figură prin schimbarea punct cu punct a pozițiilor punctelor figurii.
- izogon - cu unghiuri egale.
- izometrie - transformare care conservă distanțele în spații metrice.

## Î
- împachetarea cercurilor - studiul aranjamentului cercurilor pe o suprafață dată astfel încât să nu existe suprapuneri și toate cercurile să fie în contact cu vecinii.
- înălțime:

- perpendiculara dusă dintr-un vârf al unui poligon sau poliedru pe o latură sau pe o față a acestuia;
- lungimea înălțimii.
- înălțimii, teorema ~ - într-un triunghi dreptunghic, înălțimea este media geometrică a proiecțiilor catetelor pe ipotenuză; altă denumire: teorema mediei geometrice.

- înclinație - unghiul diedru pe care îl face un plan oarecare sau o dreaptă față de un plan sau dreaptă de referință.
- înscris - (despre figuri geometrice) care este conținută în interiorul altei figuri geometrice și are cu acesta un număr de puncte comune (exemplu: cercul înscris într-un triunghi).

## K
- Kleetop poliedru obținut prin înlocuirea fiecărei fațete cu o piramidă relativ plată.

## L
- largul 120-celule - politop Schläfli–Hess cu 120 de celule dodecaedrice.
- largul 120-celule stelat - politop Schläfli–Hess cu 120 de celule mici dodecaedre stelate.
- largul 600-celule - politop Schläfli–Hess cu 600 de celule tetraedrice.
- latură - fiecare dintre segmentele de dreaptă care alcătuiesc un poligon.
- lămâie - formă geometrică tridimensională generată de un arc de cerc care execută o mișcare de revoluție în jurul unei axe ce trece prin capetele sale.
- lentilă -  zonă convexă delimitată de două arce de cerc.
- linie mijlocie - segmentul determinat de mijloacele a două laturi dintr-un triunghi, trapez sau paralelogram.
- lunulă - zonă concav-convexă delimitată de două arce de cerc.

- lunula lui Hipocrate - lunulă la care diametrul cercului mic subîntinde un unghi drept în cercul mare.

## M
- marea antiprismă - poliedru cvadridimensional (4-politop) cu 320 de celule.
- marea duoantiprismă - poliedru cvadridimensional (4-politop) cu 70 de celule.
- marele 120-celule - politop Schläfli–Hess cu 120 de celule mari dodecaedre.
- marele 120-celule icosaedric - politop Schläfli–Hess cu 120 de celule mari icosaedre.
- marele 120-celule stelat - politop Schläfli–Hess cu 120 de celule mari dodecaedre stelate.
- marele cubicuboctaedru - poliedru uniform neconvex cu 20 de fețe.
- marele cuboctaedru trunchiat - poliedru uniform neconvex cu 26 de fețe.
- marele dirombicosidodecaedru - poliedru uniform neconvex cu 124 de fețe.
- marele dirombidodecaedru disnub - poliedru uniform neconvex degenerat cu 204 fețe.
- marele dodecaedru - poliedru Kepler–Poinsot obținut prin fațetarea icosaedrului regulat.

- marele dodecaedru stelat - poliedru Kepler–Poinsot obținut prin stelarea n-politopului pentagonal.
- marele dodecaedru trunchiat - poliedru uniform neconvex cu 24 de fețe.
- marele dodecaedru trunchiat stelat - poliedru uniform neconvex cu 32 de fețe.

- marele dodecahemicosaedru - poliedru uniform neconvex cu 22 de fețe.
- marele dodecahemidodecaedru - poliedru uniform neconvex cu 18 fețe.
- marele dodecicosacron - poliedru neconvex cu 60 de fețe, dual al marelui dodecicosaedru.
- marele dodecicosaedru - poliedru uniform neconvex cu 32 de fețe.
- marele dodecicosidodecaedru - poliedru uniform neconvex cu 44 de fețe.

- marele dodecicosidodecaedru ditrigonal - poliedru uniform neconvex cu 44 de fețe.
- marele dodecicosidodecaedru snub - poliedru uniform neconvex cu 104 fețe.

- marele icosaedru - poliedru Kepler–Poinsot obținut prin stelarea fețelor simplectice ale unui n-politop regulat.

- marele icosaedru triambic - dual al unui poliedru uniform neconvex, cu 20 de fețe.
- marele icosaedru trunchiat - poliedru uniform neconvex cu 32 de fețe.

- marele icosicosidodecaedru - poliedru uniform neconvex cu 52 de fețe.
- marele icosidodecaedru - poliedru uniform neconvex obținut prin rectificarea marelui dodecaedru stelat sau a marelui icosaedru.

- marele icosidodecaedru complex - compus poliedric uniform degenerat cu 32 de fețe.
- marele icosidodecaedru ditrigonal - poliedru uniform neconvex cu 32 de fețe.
- marele icosidodecaedru retrosnub - poliedru uniform neconvex cu 92 de fețe.
- marele icosidodecaedru snub - poliedru uniform neconvex cu 92 de fețe.
- marele icosidodecaedru snub inversat - poliedru uniform neconvex cu 92 de fețe.
- marele icosidodecaedru trunchiat - poliedru uniform neconvex cu 62 de fețe.

- marele icosihemidodecaedru - poliedru uniform neconvex cu 26 de fețe.
- marele larg 120-celule - politop Schläfli–Hess cu 120 de celule mari dodecaedre.

- marele larg 120-celule stelat - politop Schläfli–Hess cu 120 de celule mari dodecaedre stelate.

- marele rombicosidodecaedru complex - compus poliedric uniform degenerat cu 62 de fețe.
- marele rombicosidodecaedru neconvex - poliedru uniform neconvex cu 62 de fețe.
- marele rombicuboctaedru neconvex - poliedru uniform neconvex cu 26 de fețe.
- marele rombidodecaedru - poliedru uniform neconvex cu 42 de fețe.
- marele rombihexaedru - poliedru uniform neconvex cu 18 fețe.
- mediatoare - perpendiculara dusă prin mijlocul unui segment.
- mediei geometrice, teorema ~ - vezi înălțimii, teorema ~.
- melcul lui Pascal - curbă geometrică de gradul al patrulea; v. și cardioidă.
- metodă axiomatică - metodă științifică de expunere în geometrie (dar și în celelalte ramuri ale matematicii) care, pornind de la propoziții prime, numite axiome, deduce noi propoziții, numite teoreme.
- micul 120-celule stelat - politop Schläfli–Hess obținut prin prima stelare a 120-celule.
- micul cubicuboctaedru - poliedru uniform neconvex cu 20 de fețe.
- micul dodecaedru stelat - poliedru Kepler–Poinsot obținut prin a doua stelare a dodecaedrului regulat.
- micul dodecaedru trunchiat stelat - poliedru uniform neconvex cu 24 de fețe.
- micul dodecahemicosaedru - poliedru uniform neconvex cu 22 de fețe.
- micul dodecahemidodecaedru - poliedru uniform neconvex cu 18 fețe.
- micul dodecicosaedru - poliedru uniform neconvex cu 32 de fețe.
- micul dodecicosidodecaedru - poliedru uniform neconvex cu 44 de fețe.

- micul dodecicosidodecaedru ditrigonal - poliedru uniform neconvex cu 44 de fețe.

- micul icosaedru triambic - dual al unui poliedru uniform neconvex, cu 20 de fețe.
- micul icosicosidodecaedru - poliedru uniform neconvex cu 52 de fețe.

- micul icosicosidodecaedru retrosnub - poliedru uniform neconvex cu 112 de fețe.
- micul icosicosidodecaedru snub - poliedru uniform neconvex cu 112 de fețe.

- micul icosidodecaedru complex - compus poliedric uniform degenerat cu 32 de fețe.
- micul icosidodecaedru ditrigonal - poliedru uniform neconvex cu 32 de fețe.
- micul icosihemidodecaedru - poliedru uniform neconvex cu 26 de fețe.
- micul rombicosidodecaedru complex - compus poliedric uniform degenerat cu 62 de fețe.
- micul rombidodecaedru - poliedru uniform neconvex cu 42 de fețe.
- micul rombihexaedru - poliedru uniform neconvex cu 18 fețe.
- mijloc - punct care se găsește la egală distanță de două extreme; loc aflat în interiorul unui spațiu, la oarecare distanță de margine; vezi și centru.
- minut centezimal - a suta parte dintr-un grad centezimal.
- modelul discului Poincaré - model de geometrie hiperbolică.
- monogon - poligon cu o singură latură.
- monstrul lui Miller - vezi marele dirombicosidodecaedru
- mulțimea simetricelor -  metodă de reprezentare a simetricelor locale față de o curbă.

## N
- Newton, teorema lui ~ - teoremă care afirmă că, într-un patrulater circumscris unui cerc, centrul cercului se află pe Dreapta lui Newton.
- n-sferă - mulțime a punctelor dintr-un spațiu euclidian n-dimensional, situate la o distanță constantă față de un punct fix.
- nonaedru - v. eneaedru.
- nonagon - v. eneagon.
- nonomino - poliomino format din 9 pătrate egale conectate latură la latură.
- normală:

- dreaptă perpendiculară pe tangenta la o curbă, în plan sau în spațiu, în punctul de contact;
- dreaptă perpendiculară pe planul tangent la o suprafață în punctul de contact.
- normală principală - normala conținută de planul osculator al curbei în punctul respectiv; reprezintă intersecția planului normal cu planul osculator.

- notația Coxeter - sistem de clasificare și descriere al grupurilor de simetrie.
- notația orbifold - notație pentru grupurile de simetrie sferice, euclidiene și hiperbolice bidimensionale.
- număr trigonometric - sinusul sau cosinusul unui unghi care în radiani este un multiplu rațional al lui {\displaystyle \pi }.

## O
- oblic - (despre o prismă, un con) care are axa înclinată față de planul bazei.
- oblică - dreaptă care face un unghi diferit de 0° sau de 90° cu o altă dreaptă sau cu un plan.
- octadecaedru - poliedru cu 18 fețe.
- octaedru - poliedru cu opt fețe.

- octaedru Bricard - poliedru flexibil cu 8 fețe, autointersectat.
- octaedru stelat - compus poliedric obținut prin stelarea octaedrului.
- octaedru triakis - poliedru Catalan cu 24 de fețe.
- octaedru trunchiat - poliedru arhimedic cu 14 fețe.

- octagramă - poligon stelat regulat cu opt laturi.
- octahemioctaedru - poliedru uniform neconvex cu 12 fețe.
- octant - a opta parte dintr-un cerc.
- octant - una dintre cele opt părți ale spațiului tridimensional în urma divizării cu trei plane reciproc perpendiculare.
- octaplex - v. 24-celule.
- octogon - poligon cu opt vârfuri și laturi.

- octogon netezit - regiune din plan pentru care există conjectura că are cea mai mică densitate de împachetare maximă dintre toate formele convexe cu simetrie față de centru.

- octomino - poliomino format din 8 pătrate egale conectate latură la latură.
- omnitrunchiere - operație complexă asupra politopurilor, în funcție de numărul lor de dimensiuni.
- omografie între punctele a două drepte - omografie care realizează o corespondență între un punct {\displaystyle M}, de abscisă {\displaystyle x}, de pe o dreaptă {\displaystyle d} și punctul {\displaystyle M'} de abscisă {\displaystyle x'}, de pe o dreaptă {\displaystyle d'} deci între care există o relație de tip {\displaystyle x'={\frac {ax+b}{cx+d}}}, cu {\displaystyle {\begin{vmatrix}a&b\\c&d\end{vmatrix}}\neq 0.}.
- omografie între razele a două fascicule de drepte - omografie care realizează o corespondență între o dreaptă de pantă {\displaystyle x} dintr-un fascicul și dreapta de pantă {\displaystyle x'} din alt fascicul.
- operație de simetrie - operație după efectuarea căreia un obiect (sau figură geometrică) arată la fel.
- ordin de simetrie - numărul de poziții (sau vederi) diferite ale unei figuri geometrice care nu pot fi deosebite între ele, fiind echivalente.
- ordonata la origine - punct în care graficul unei funcții intersectează ordonata (axa y a sistemului de coordonate).
- oriciclu - curbă în spațiul hiperbolic la care normalele converg asimptotic.
- orientare - noțiune care descrie situarea unei figuri geometrice (dreaptă, plan) în raport cu o poziție de referință, referindu-se la o rotație (eventual și o translație) necesară ca acea figură să fie plasată în acea poziție; alte denumiri: poziție unghiulară, direcție.
- origine - punct de reper pe o linie, pe o suprafață sau în spațiu, de la care se măsoară coordonatele celorlalte puncte; vezi și pol.
- orisferă - hipersuprafață în spațiul hiperbolic n-dimensional.
- ortobicupolă - bicupolă cu fețele similare adiacente.

- ortobicupolă triunghiulară - ortobicupolă formată din două cupole triunghiulare. Dacă are fețe regulate este un poliedru Johnson.
- ortobicupolă triunghiulară alungită - poliedru Johnson format prin inserarea unei prisme hexagonale într-o  ortobicupolă triunghiulară.
- ortobicupolă pătrată - ortobicupolă formată din două cupole pătrate. Dacă are fețe regulate este un poliedru Johnson.
- ortobicupolă pentagonală - ortobicupolă formată din două cupole pentagonale. Dacă are fețe regulate este un poliedru Johnson.
- ortobicupolă pentagonală alungită - poliedru Johnson format prin inserarea unei prisme decagonale într-o  ortobicupolă pentagonală.

- ortobirotondă pentagonală - poliedru format din două cupole pentagonale unite la bazele lor mari, astfel încât fețele triunghiulare să fie adiacente. Dacă are fețe regulate este un poliedru Johnson.

- ortobirotondă pentagonală alungită - poliedru Johnson format prin inserarea unei prisme decagonale într-o  ortobirotondă pentagonală.

- ortocentru -  punct de intersecție al segmentelor care reprezintă înălțimile unui triunghi sau ale unui tetraedru.
- ortocupolărotondă pentagonală - poliedru format dintr-o cupolă pentagonală și o rotondă pentagonală unite la bazele lor mari, unde pătratele sunt adiacente la triunghiuri. Dacă are fețe regulate este un poliedru Johnson.

- ortocupolărotondă pentagonală alungită - poliedru Johnson format prin inserarea unei prisme decagonale într-o  ortocupolărotondă pentagonală.

- ortoplex - este corespondentul într-un spațiu n-dimensional al pătratului din spațiul bidimensional (n = 2), respectiv al octaedrului din spațiul tridimensional (n = 3).

## P
- pană - poliedru cu cinci fețe, două triunghiulare și trei trapezoidale.

- pană conică - vezi conoid.

- pantă - vezi coeficient unghiular.
- parabolă - curbă plană obținută prin secționarea unui con circular cu un plan paralel cu o generatoare.

- parabolă cubică - curbă plană de ecuație {\displaystyle y=x^{3}.}

- paralele Clifford - în geometria eliptică, două linii la care distanța dintre ele este aceeași pentru orice punct.
- paraleloedru - poliedru care poate umple spațiul tridimensional cu copii ale sale translate.
- paralelogon - poligon având laturile în perechi paralele și care poate pava planul prin translație.
- patrulater - poligon cu patru laturi; sinonime: cadrilater, tetragon.

- patrulater armonic - patrulater inscriptibil la care produsele lungimilor laturilor opuse sunt egale.
- patrulater bicentric - patrulater care admite atât un cerc înscris, cât și un cerc circumscris.
- patrulater circumscriptibil - patrulater convex ale cărui laturi sunt toate tangente la un singur cerc.
- patrulater echidiagonal - patrulater ale cărui diagonale sunt egale.
- patrulater exscriptibil - patrulater convex unde extensiile tuturor celor patru laturi sunt tangente la un cerc din afara patrulaterului.
- patrulater inscriptibil - patrulater ale cărui vârfuri se află toate pe un singur cerc.
- patrulater Lambert - patrulater cu trei unghiuri drepte, iar al patrulea depinzând de tipul geometriei în care se află.
- patrulater ortodiagonal - patrulater ale cărui diagonale sunt perpendiculare una pe alta.
- patrulater Saccheri - patrulater cu două laturi egale perpendiculare pe bază.

- pavare - acoperire a unei suprafețe cu dale repetitive cu o singură sau de mai multe forme, fără suprapuneri sau goluri.

- pavare anizoedrică - pavare care nu este tranzitivă pe fețe.
- pavare apeirogonală - teselare a spațiilor bidimensionale cu apeirogoane.
- pavare apeirogonală de ordinul 2 - acoperire a sferei bidimesnionale cu două apeirogoane.
- pavare apeirogonală de ordinul 3 - pavare hiperbolică cu câte trei apeirogoane în jurul fiecărui vârf.
- pavare apeirogonală de ordinul 4 - pavare hiperbolică cu câte patru apeirogoane în jurul fiecărui vârf.
- pavare apeirogonală de ordinul 5 - pavare hiperbolică cu câte cinci apeirogoane în jurul fiecărui vârf.
- pavare apeirogonală de ordinul 6 - pavare hiperbolică cu câte șase apeirogoane în jurul fiecărui vârf.
- pavare apeirogonală de ordin infinit - pavare hiperbolică cu un număr infinit de apeirogoane în jurul fiecărui vârf.
- pavare binară - pavare hiperbolică cu structură de tip quadtree⁠(d).
- pavare domino - pavare euclidiană cu forme de tip domino.
- pavare euclidiană cu poligoane regulate convexe - pavare a planului euclidian cu poligoane regulate convexe.
- pavare hexagonală - pavare a planului euclidian cu hexagoane.
- pavare hexagonală de ordin infinit - pavare hiperbolică cu un număr infinit de hexagoane în jurul fiecărui vârf.
- pavare hexagonală snub - v. pavare trihexagonală sbub.
- pavare morișcă - pavare neperiodică a planului euclidian cu un anumit tip de triunghiuri.
- pavare pătrată - pavare a planului cu pătrate.
- pavare pătrată de ordin infinit - pavare hiperbolică cu un număr infinit de pătrate în jurul fiecărui vârf.
- pavare pătrată snub - pavare a planului cu pătrate și triunghiuri.
- pavare pătrată tetrakis - pavare pătrată în care fiecare pătrat este divizat în patru triunghiuri isoscele dreptunghice.
- pavare pătrată trunchiată - pavare a planului cu pătrate și octogoane.
- pavare pentagonală Cairo - pavare a planului cu pentagoane, în care grupuri de 4 dale formează două modele hexagonale suprapuse.
- pavare pentagonală de ordin infinit - pavare hiperbolică cu un număr infinit de pentagoane în jurul fiecărui vârf.
- pavare pitagoreică - pavare a planului euclidian cu pătrate de două dimensiuni diferite.
- pavare rombică - pavare a planului cu romburi cu unghiuri de 60° și 120°.
- pavare rombitrihexagonală - pavare a planului cu triunghiuri echilaterale, pătrate și hexagoane.
- pavare scaun - pavare prin substituție neperiodică a planului cu triominouri.
- pavare sfinx - pavare aperiodică a planului cu forme sfinx.
- pavare sferică - v. poliedru sferic.
- pavare trihexagonală - pavare a planului cu triunghiuri echilaterale și hexagoane.
- pavare trihexagonală romboidală -  pavare a planului cu romboizi, duală a pavărilor rombitrihexagonale.
- pavare trihexagonală snub - pavare a planului cu triunghiuri echilaterale și hexagoane.
- pavare triunghiulară - pavare a planului cu triunghiuri echilaterale.
- pavare triunghiulară de ordinul 7 - pavare hiperbolică cu șapte triunghiuri echilaterale în jurul fiecărui vârf.
- pavare triunghiulară de ordinul 8 - pavare hiperbolică cu opt triunghiuri echilaterale în jurul fiecărui vârf.
- pavare triunghiulară de ordin infinit - pavare hiperbolică cu un număr infinit de triunghiuri echilaterale în jurul fiecărui vârf.
- pavare uniformă - pavare a planului cu poligoane regulate.
- pavare Voderberg - pavare în spirală a planului euclidian.

- pătrat - poligon regulat cu 4 laturi.

- pătrat unitar - pătrat cu lungimea laturii egală cu 1.
- pătrat unitate - pătrat unitar cu un vârf în origine și celelalte în primul cadran.

- pentadecaedru - poliedru cu 15 fețe.
- pentaedru - poliedru cu cinci fețe.
- pentagon - poligon cu cinci vârfuri și laturi.
- pentagramă - poligon stelat regulat cu cinci laturi.
- pentatop - v. 5-celule.
- pentomino - poliomino format din 5 pătrate egale conectate latură la latură.
- permutoedru - politop la care coordonatele vârfurilor sunt permutările vectorului (1, 2, … , 𝑛).
- perspectivă cavalieră - proiecție oblică a obiectelor reprezentate pe un plan, ca și cum ar fi văzute dintr- un punct situat la infinit.
- picior (al unei perpendiculare) - intersecția unei drepte cu planul sau cu dreapta pe care cade perpendicular.
- piramidă  - poliedru cu baza poligonală și fețele laterale triunghiulare, care se unesc într-un vârf comun, apexul.

- piramidă alungită - poliedru format prin alipirea unei piramide și a unei prisme prin bazele lor congruente.
- piramidă decagonală - piramidă cu baza un decagon.
- piramidă giroalungită - poliedru format prin alipirea unei piramide și a unei antiprisme prin bazele lor congruente.
- piramidă patrulateră - piramidă cu baza un patrulater.
- piramidă hexagonală - piramidă cu baza un hexagon.
- piramidă octogonală - piramidă cu baza un octogon.
- piramidă pătrată - piramidă cu baza un pătrat. Dacă are fețe regulate, este un poliedru Johnson.
- piramidă pătrată alungită - piramidă alungită cu baza un pătrat. Dacă are fețe regulate, este un poliedru Johnson.
- piramidă pătrată giroalungită - piramidă giroalungită cu baza un pătrat. Dacă are fețe regulate, este un poliedru Johnson.
- piramidă pentagonală - piramidă cu baza un pentagon. Dacă are fețe regulate, este un poliedru Johnson.
- piramidă pentagonală alungită - piramidă alungită cu baza un pentagon. Dacă are fețe regulate, este un poliedru Johnson.
- piramidă pentagonală giroalungită - piramidă giroalungită cu baza un pentagon. Dacă are fețe regulate, este un poliedru Johnson.
- piramidă triunghiulară - v. tetraedru.
- piramidă triunghiulară alungită - piramidă alungită cu baza un triunghi. Dacă are fețe regulate, este un poliedru Johnson.

- plan - suprafață care conține în întregime orice dreaptă care trece prin două puncte oarecare ale sale.

- plan axonometric - vezi axonometrie.
- plan bisector - plan care împarte un unghi diedru în două unghiuri diedre de aceeași măsură; vezi și bisectoare.
- plan cavalier - plan stabilit după perspectiva cavalieră.
- plan de alunecare - operație de simetrie care descrie modul în care o reflexie într-un plan, urmată de o translație paralelă cu acel plan, poate lăsa o structură cristalină neschimbată.
- plan de proiecție - plan pe care se obține imaginea unui corp printr-un procedeu de proiecție oarecare.

- planul proiectiv complex - spațiu proiectiv complex bidimensional (complex).
- pol:

- fiecare dintre cele două puncte în care o axă intersectează o sferă;
- originea unui sistem de coordonate polare.
- poliabolo - poliformă cu forma de bază un triunghi dreptunghic isoscel.
- poliamant - poliformă cu forma de bază un triunghi echilateral.
- polidrafter - poliformă cu forma de bază un triunghi 30°-60°-90°.
- poliedru - figură geometrică (corp) tridimensională.

- poliedru abstract - v. politop abstract.
- poliedru arhimedic - cele 13 poliedre uniforme enumerate de Arhimede.
- poliedru Catalan - poliedru dual al unui poliedru arhimedic.
- poliedru convex - poliedru format de o mulțime convexă.
- poliedru cvasiregulat - poliedru uniform care are exact două tipuri de fețe regulate, care alternează în jurul fiecărui vârf.
- poliedru dual - dualul unui poliedru.
- poliedru flexibil - poliedru care se poate deforma continuu, laturile sale conservându-și lungimea.
- poliedru Goldberg - poliedru convex cu fețele pentagoane și hexagoane.
- poliedru Johnson - poliedru cu fețele poligoane regulate, strict convex.
- poliedru Kepler–Poinsot - poliedru stelat regulat.
- poliedru nobil - poliedru izoedric și izogonal.
- poliedru platonic - poliedru regulat, convex.
- poliedru prismatic uniform - poliedru uniform cu simetrie diedrală.
- poliedru regulat - poliedru al cărui steag acționează tranzitiv pe vârfurile sale.
- poliedru semiregulat - poliedru cu fețele poligoane regulate mai mult de un tip și tranzitiv pe vârfuri.
- poliedru sferic - pavare regulată a sferei cu poligoane sferice.
- poliedru snub - poliedru obținut prin alternarea unui poliedru trunchiat sau  omnitrunchiat.
- poliedru stelat - poliedru obținut prin stelare, cu fețe care se autointersectează.
- poliedru toroidal - poliedru care este și un toroid
- poliedru uniform - poliedru cu fețele poligoane regulate, tranzitiv pe vârfuri.
- poliedru uniform neconvex - poliedru uniform care se autointersectează.

- poliedrul lui Steffen - poliedru flexibil cu 14 fețe triunghiulare.
- poliformă - formă bidimensională construită prin unirea latură la latură de poligoane de bază identice.
- poligon - figură geometrică bidimensională (suprafață) mărginită de mai multe segmente, numite laturi și care formează o linie frântă închisă.

- poligon bicentric - poligon convex care are atât un cerc înscris, cât și un cerc circumscris.
- poligon circumscriptibil - poligon convex care are un cerc înscris.
- poligon concav - poligon care nu este un poligon convex.
- poligon convex - poligon format de o mulțime convexă.
- poligon inscriptibil - poligon ale cărui vârfuri se află toate pe un singur cerc.
- poligon în formă de stea - tip de poligon în formă de domeniu stea.
- poligon monoton (față de o dreaptă L) - poligon cu proprietatea că orice dreaptă ortogonală cu L intersectează frontiera lui acestuia de cel mult două ori.
- poligon sferic - poligon de pe suprafața unei sfere, având laturile arce de cercuri mari.
- poligon simplu - poligon ale cărui laturi nu au în comun decât vârfurile acestuia.
- poligon stelat - tip de poligon neconvex.
- poligon strâmb - poligon cu vârfurile necoplanare.

- polihex - poliformă cu forma de bază un hexagon regulat.
- poliomino - poliformă cu forma de bază un pătrat.
- politop - figură geometrică, în principiu din orice dimensiune. Totuși, deoarece figurile din dimensiunile 0–3 au denumiri separate, termenul se folosește pentru dimensiuni mai mari ca 3.

- politop abstract - structură algebrică care prezintă proprietățile combinatorice ale unui politop.
- politop convex - caz particular al politopurilor, având în plus proprietatea de a fi o mulțime convexă din spațiul euclidian {\displaystyle n}-dimensional {\displaystyle \mathbb {R} ^{n}}.
- politop pentagonal - politop regulat cu cifra 5 în simbolul său Schläfli.
- politop Schläfli–Hess - politop cvadridimensional stelat regulat.

- poziția generală - poziție a unor puncte care nu satisfac condiții suplimentare față de cele necesare.
- poziție unghiulară - vezi orientare.
- prima stelare a dodecaedrului rombic -  stelare a dodecaedrului rombic cu același aspect vizual ca și poliedrul lui Escher.
- prismatoid - poliedru cu toate vârfurile situate în două plane paralele.
- prismă - poliedru care are două fețe (numite baze) congruente și paralele și cu celelalte fețe în formă de paralelogram.

- prismă apeirogonală - prismă cu un număr infinit de fețe laterale.
- prismă decagonală - prismă cu zece fețe laterale.
- prismă decagramică - prismă cu bazele decagramice.
- prismă dodecagonală - prismă cu douăsprezece fețe laterale.
- prismă endecagonală - prismă cu unsprezece fețe laterale.
- prismă eneagonală - prismă cu nouă fețe laterale.
- prismă heptagonală - prismă cu șapte fețe laterale.
- prismă heptagramică - prismă cu bazele heptagramice, {7/2}, respectiv {7/3}.
- prismă hexagonală - prismă cu șase fețe laterale.
- prismă hexagonală augmentată - poliedru format dintr-o prismă hexagonală căreia i s-a atașat o piramidă pătrată pe una din fețele sale laterale. Dacă are fețe regulate, este un poliedru Johnson.
- prismă hexagonală metabiaugmentată - poliedru format dintr-o prismă hexagonală căreia i s-au atașat două piramide pătrate pe două din fețele sale laterale care nu sunt opuse sau adiacente. Dacă are fețe regulate, este un poliedru Johnson.
- prismă hexagonală parabiaugmentată - poliedru format dintr-o prismă hexagonală căreia i s-au atașat două piramide pătrate pe două din fețele sale laterale opuse. Dacă are fețe regulate, este un poliedru Johnson.
- prismă hexagonală triaugmentată - poliedru format dintr-o prismă hexagonală căreia i s-au atașat trei piramide pătrate pe trei din fețele sale laterale care nu sunt adiacente. Dacă are fețe regulate, este un poliedru Johnson.
- prismă octagramică - prismă cu bazele octagramice.
- prismă octogonală - prismă cu opt fețe laterale.
- prismă patrulateră - prismă cu patru fețe laterale.
- prismă pentagonală - prismă cu cinci fețe laterale.
- prismă pentagonală augmentată - poliedru format dintr-o prismă pentagonală căreia i s-a atașat o piramidă pătrată pe una din fețele sale laterale. Dacă are fețe regulate, este un poliedru Johnson.
- prismă pentagonală biaugmentată - poliedru format dintr-o prismă pentagonală căreia i s-au atașat două piramide pătrate pe două din fețele sale laterale neadiacente. Dacă are fețe regulate, este un poliedru Johnson.
- prismă pentagramică - prismă cu bazele pentagramice.
- prismă triunghiulară - prismă cu trei fețe laterale.
- prismă triunghiulară augmentată - poliedru format dintr-o prismă triunghiulară căreia i s-a atașat o piramidă pătrată pe una din fețele sale laterale. Dacă are fețe regulate, este un poliedru Johnson.
- prismă triunghiulară biaugmentată - poliedru format dintr-o prismă triunghiulară căreia i s-au atașat două piramide pătrate pe două din fețele sale laterale. Dacă are fețe regulate, este un poliedru Johnson.
- prismă triunghiulară triaugmentată - poliedru format dintr-o prismă triunghiulară căreia i s-au atașat trei piramide pătrate pe fețele sale laterale. Dacă are fețe regulate, este un poliedru Johnson.

- prismoid - prismatoid cu același număr de vârfuri în cele două plane paralele și fețele laterale paralelograme sau trapeze.
- probleme de împachetare - clasă de probleme matematice de optimizare la împachetarea obiectelor în containere.
- proiecție - operație geometrică de reprezentare a unui obiect în spațiu, a unei figuri geometrice etc. pe o dreaptă, pe un plan; corp, figură obținută prin această operație.

- proiecție axonometrică - proiecție oblică cu scalări impuse de unghiurile axelor obiectului.
- proiecție cartografică - proiecție folosită la realizarea unei hărți. Poate fi azimutală (= stereografică), centrală (= conică, = în perspectivă), cilindrică, pseudocilindrică, Lambert sau convențională.
- proiecție centrală (= proiecție conică = proiecție în perspectivă) - proiecție în care toate liniile de proiecție formează un fascicul cu vârful în centrul de proiecție.
- proiecție gnomonică - proiecție centrală în care centrul de proiecție este situat în centrul unei sfere care este proiectată pe un plan tangent la sferă.
- proiecție izometrică - proiecție axonometrică cu cele trei axe de coordonate situate la 120° una față de alta.
- proiecție oblică - proiecție paralelă, în care liniile de proiecție nu sunt ortogonale pe  planul de proiecție.
- proiecție ortogonală - proiecție paralelă, în care liniile de proiecție sunt ortogonale pe planul de proiecție.
- proiecție paralelă (= proiecție cilindrică = proiecție ortografică) - proiecție în care toate liniile de proiecție sunt paralele între ele.
- proiecție stereografică - proiecție centrală în care centrul de proiecție este situat pe o sferă care este proiectată pe un plan de obicei perpendicular pe axa definită de centrul de proiecție și centrul sferei.

- pseudosferă - suprafață cu curbură gaussiană negativă constantă.
- punct - figură geometrică adimensională.

- punct antipodal - punct diametral opus pe un cerc, sferă sau n-sferă.
- punct de la infinit - punct figurativ, situat la infinit, în care se întâlnesc două drepte paralele.
- punct generic - punct în care toate proprietățile generice⁠(d) sunt adevărate.

- puterea unui punct față de un cerc - valoarea absolută a diferenței dintre pătratul razei cercului și pătratul distanței dintre punct și centrul cercului.

## R
- racordare - construire a unei curbe de un anumit tip, astfel încât, în punctul în care întâlnește o altă curbă dată, acestea să aibă o tangentă comună.
- radian - unitate de măsură pentru unghiuri, egală cu unghiul care, având vârful în centrul unui cerc, subîntinde un arc a cărui lungime este egală cu raza cercului.
- raport anarmonic - (a patru puncte coliniare {\displaystyle A,B,C,D} ) numărul {\displaystyle (A,B,C,D)={\frac {\overline {AC}}{\overline {BC}}}:{\frac {\overline {AD}}{\overline {BD}}};\;} noțiunea este importantă geometria proiectivă (sinonime: biraport, dublu raport).
- rază - segment de dreaptă care unește un punct al circumferinței unui cerc sau al suprafeței unei sfere cu centrul acestora.

- rază de curbură - (într-un punct al unei curbe) limita raportului dintre arcul de curbă cuprins între un punct {\displaystyle P} dat și un punct mobil al unei curbe și unghiul dintre tangentele la curbă în cele două puncte (vezi și curbură).

- rectificare a unei curbe - determinare a lungimii unui arc de curbă.
- rectificare a unei figuri - operație de trunchiere completă, prin care la un politop fețele sunt reduse la vârfuri, iar în locul vârfurilor apar fețe.
- reflexie - transformare geometrică ce asociază unei figuri geometrice imaginea acesteia în oglindă față de un punct, o dreaptă sau un plan fix.

- reflexie oblică - operație de simetrie în care reflexia nu este necesar să fie perpendiculară pe planul de reflexie.
- reflexie translată - operație de simetrie care combină o reflexie față de o axă cu o translație față de aceeași axă.

- rep-dală - dală care poate fi divizată recursiv în copii mai mici ale formei sale.
- retroprismă heptagramică - antiprismă cu bazele heptagrame {7/4}, orientate în opoziție.
- retroprismă octagramică - antiprismă cu bazele octagrame {8/5}, orientate în opoziție.
- retroprismă pentagramică - antiprismă cu bazele pentagrame {5/3}, orientate în opoziție.
- rețea - mulțime infinită de puncte din spațiul euclidian real, având proprietatea că adunarea sau scăderea coordonatelor a două puncte din rețea produc un alt punct al rețelei.
  - rețea pătrată - tip de rețea bidimensională.
- revoluție:

- mișcare de rotație a unui corp în jurul unei drepte fixe.
- mișcare a unui corp care parcurge o curbă fixă.
- rigiditate structurală - teorie interdisciplinară de mecanică și geometrie discretă și geometrie combinatorică.
- romb - patrulater cu laturile alăturate de lungimi egale.

- romb de aur - romb la care raportul lungimilor diagonalelor este egal cu secțiunea de aur.

- rombicosidodecaedru - poliedru arhimedic cu 62 de fețe.

- rombicosidodecaedru bidiminuat girat - poliedru Johnson obținut dintr-un rombicosidodecaedru prin îndepărtarea a două cupole pentagonale și rotirea cu 36° a altei cupole pentagonale.
- rombicosidodecaedru diminuat - poliedru Johnson obținut dintr-un rombicosidodecaedru prin îndepărtarea unei cupole pentagonale.
- rombicosidodecaedru diminuat bigirat - poliedru Johnson obținut dintr-un rombicosidodecaedru prin îndepărtarea unei cupole pentagonale și rotirea cu 36° a două cupole pentagonale.
- rombicosidodecaedru diminuat metagirat - poliedru Johnson obținut dintr-un rombicosidodecaedru prin îndepărtarea unei cupole pentagonale și rotirea cu 36° a unei cupole pentagonale care nu este cea opusă celei îndepărtate.
- rombicosidodecaedru diminuat paragirat - poliedru Johnson obținut dintr-un rombicosidodecaedru prin îndepărtarea unei cupole pentagonale și rotirea cu 36° a cupolei pentagonale opuse celei îndepărtate.
- rombicosidodecaedru girat - poliedru Johnson obținut dintr-un rombicosidodecaedru prin rotirea unei cupole pentagonale cu 36°.
- rombicosidodecaedru metabidiminuat - poliedru Johnson obținut dintr-un rombicosidodecaedru prin îndepărtarea a două cupole pentagonale care nu sunt opuse.
- rombicosidodecaedru metabigirat - poliedru Johnson obținut dintr-un rombicosidodecaedru prin rotirea a două cupole pentagonale care nu sunt nici opuse, nici adiacente, cu câte 36°.
- rombicosidodecaedru parabidiminuat - poliedru Johnson obținut dintr-un rombicosidodecaedru prin îndepărtarea a două cupole pentagonale opuse.
- rombicosidodecaedru parabigirat - poliedru Johnson obținut dintr-un rombicosidodecaedru prin rotirea a două cupole pentagonale opuse, cu câte 36°.
- rombicosidodecaedru tridiminuat - poliedru Johnson obținut dintr-un rombicosidodecaedru prin îndepărtarea a trei cupole pentagonale.
- rombicosidodecaedru trigirat - poliedru Johnson obținut dintr-un rombicosidodecaedru prin rotirea a trei cupole pentagonale cu câte 36°.

- rombicuboctaedru - poliedru arhimedic cu 26 de fețe.
- rombidodecadodecaedru - poliedru uniform neconvex cu 54 de fețe.

- rombidodecadodecaedru complex - compus poliedric uniform degenerat cu 54 de fețe.

- romboedru - poliedru cu șase fețe rombice.
- romboid - patrulater ale cărui diagonale perpendiculare se intersectează în mijlocul uneia dintre ele.
- rotație - deplasare în spațiu care conservă poziția a cel puțin unui punct (aflat pe axa de rotație).

- rotație improprie - combinație între o rotație în jurul unei axe și o inversiune față de un punct.
- rotație proprie - v. rotație (obișnuită).

- rotondă - poliedru format din două poligoane, baza având de două ori mai multe laturi ca celălalt, unite printr-o bandă alternantă de triunghiuri și pentagoane.

- rotondă pentagonală - rotondă cu fața opusă bazei un pentagon. Dacă are fețe regulate, este un poliedru Johnson.
- rotondă pentagonală alungită - poliedru Johnson format dintr-o rotondă pentagonală la care s-a atașat la baza mare o prismă decagonală.
- rotondă pentagonală giroalungită - poliedru Johnson format dintr-o rotondă pentagonală la care s-a atașat la baza mare o antiprismă decagonală.

- runcinare - operație care taie un politop regulat (sau fagure) simultan de-a lungul fețelor, laturilor și vârfurilor.

## S
- săgeată - distanța de la mijlocul unui arc de cerc la mijlocul coardei care îl subîntinde.
- scalare - transformare geometrică care mărește sau micșorează un obiect.
- sector de cerc - figură geometrică formată dintr-un arc de cerc și din razele acelui cerc cu capetele în capetele arcului.
- sector hiperbolic - figură geometrică formată dintr-un arc de hiperbolă standard și din razele din origine la capetele arcului.
- secțiune - intersecția nevidă a unui corp tridimensional cu un plan, sau noțiunea analoagă din spații n-dimensionale.

- secțiune plană - intersecția unei suprafețe din spațiul tridimensional cu un plan.

- secundă centezimală - a suta parte dintr-un minut centezimal.
- segment - porțiune dintr-o figură geometrică, limitată cel puțin într-o parte de marginile ei.
  - segment de dreaptă - porțiune dintr-o dreaptă mărginită de două puncte;
  - segment de cerc - parte dintr-un disc cuprinsă între o coardă și arcul subîntins.
- set de dale care se autopavează - set de forme fiecare dintre forme putând fi pavată cu replici mai mici ale setului complet.
- setiset - v. set de dale care se autopavează.
- sextica lui Cayley - curbă algebrică divizoare a unui unghi, folosită în special ca trisectoare.
- similitudine - vezi asemănare.
- sfenocoroană - poliedru Johnson cu 14 fețe.

- sfenocoroană augmentată - poliedru Johnson format dintr-o sfenocoroană la care este lipită o piramidă pătrată.

- sfenomegacoroană - poliedru Johnson cu 18 fețe.
- sferă - suprafață ale cărei puncte se află la aceeași distanță (rază) de un punct (centrul).
- sfericon - corp geometric cu două laturi semicirculare congruente, și patru vârfuri care formează un pătrat.
- sferindru - politop cvadridimensional rezultat din produsul cartezian dintre o bilă și un segment de dreaptă.
- simediană - dreaptă care trece printr-un vârf al unui triunghi și este simetrica medianei față de bisectoarea interioară dusă prin același vârf.
- simetrie - conservarea formei unei figuri geometrice în urma unei transformări.

- simetrie ciclică în spațiul tridimensional - grupuri de simetrie ale unui ansamblu de 2 puncte aflate în spațiul tridimensional.
- simetrie circulară - tip de simetrie continuă a unui obiect plan care după rotirea cu un unghi arbitrar se aplică pe el însuși.
- simetrie continuă - tip de simetrie bazată pe invarianța acțiunilor de grup.
- simetrie de reflexie - conservare a formei unei figuri geometrice în urma unei reflexii.
- simetrie de rotație - conservare a formei unei figuri geometrice în urma unei rotații.
- simetrie de translație - conservare a formei unei figuri geometrice în urma unei translații.
- simetrie diedrală în spațiul tridimensional - grupuri de simetrie ale unui ansamblu de 3 puncte aflate în spațiul tridimensional.
- simetrie față de centru - simetrie a unei inversiuni față de un punct, considerat centru.
- simetrie icosaedrică - grup de simetrie în spațiul tridimensional.
- simetrie octaedrică - grup de simetrie în spațiul tridimensional.
- simetrie tetraedrică - grup de simetrie în spațiul tridimensional.

- simetroedru - poliedru cu simetrie mare.
- simplex - generalizare a noțiunii de triunghi sau tetraedru la un număr de dimensiuni arbitrare.
- sistem de coordonate - vezi coordonate.
- spațiu - mulțime de puncte cu anumite proprietăți.

- spațiu eliptic - spațiu omogen cu curbură pozitivă.
- spațiu euclidian - spațiu omogen cu curbură zero (spațiu izotrop, cu metrică independentă de distribuția materiei).
- spațiu hiperbolic - spațiu omogen cu curbură negativă.
- spațiu zerodimensional - spațiu fără nicio dimensiune.
- spațiu unidimensional - spațiu cu o singură dimensiune.
- spațiu bidimensional - spațiu cu două dimensiuni.
- spațiu tridimensional - spațiu cu trei dimensiuni.
- spațiu cvadridimensional - spațiu cu patru dimensiuni.
- spațiu pentadimensional - spațiu cu cinci dimensiuni.

- stelare - procesul de extindere al unui poligon bidimensional, al unui poliedru tridimensional sau, în general, al unui politop n-dimensional pentru a forma o nouă figură geometrică.
- stelarea finală a icosaedrului - cea mai completă stelare a icosaedrului dintre cele 59 de stelări posibile.
- stereometrie - ramură a geometriei care studiază determinarea și măsurarea volumului corpurilor solide.
- suprafață - figură geometrică bidimensională, mărginită sau nu.

- suprafață conică - reuniune a tuturor dreptelor care trec printr-un punct fix și intersectează o curbă spațială fixă.
- suprafață curbilinie - suprafață a cărei curbă generatoare este o curbă.
- suprafață de revoluție - suprafață în spațiul euclidian creată prin rotația unei curbe (generatoarea) în jurul unei axe de rotație efectuând o rotație completă.
- suprafață de revoluție minimală - suprafață de revoluție cu curbura medie nulă.
- suprafață desfășurabilă - suprafață netedă având curbura gaussiană⁠(d) nulă (care poate fi aplicată pe un plan fără a fi distorsionată).
- suprafață riglată - suprafață a cărei curbă generatoare este o dreaptă.
- suprafață tangentă desfășurabilă - suprafață desfășurabilă formată din tangentele la o curbă în spațiu.

## T
- tangentă (la o curbă într-un punct M) - limita secantei {\displaystyle MM'}, când {\displaystyle M'} tinde către {\displaystyle M}, unde {\displaystyle M'} este un punct al curbei. Pentru o curbă dată prin ecuațiile parametrice {\displaystyle x=x(t),\;y=y(t),\;z=z(t),} ecuațiile tangentei sunt: {\displaystyle \;{\frac {X-x}{x'}}={\frac {Y-y}{y'}}={\frac {Z-z}{z'}}}, unde {\displaystyle x,y,z,x',y',z'} sunt luate în punctul {\displaystyle M.}
- tangentă (funcție trigonometrică):

- (pentru un unghi ascuțit al unui triunghi dreptunghic) raportul dintre cateta opusă și cea alăturată unghiului;
- (pentru un unghi orientat, cu vârful în originea unui reper cartezian, având latura inițială pe semiaxa pozitivă a absciselor) raportul dintre lungimile proiecțiilor, pe axa ordonatelor și pe axa absciselor, a razei vectoare a unui punct de pe latura finală a unghiului;
- (pentru un argument numeric) funcție care atașează unui argument x valoarea tangentei unghiului orientat de x radiani.
- tangentă hiperbolică a unui număr real x  - {\displaystyle \tanh x={\frac {\sinh x}{\cosh x}}} (vezi sinus hiperbolic și cosinus hiperbolic).
- teorema celor două urechi - teoremă care afirmă că orice poligon simplu cu mai mult de 3 laturi are cel puțin două urechi.
- teorema celor trei geodezice - teoremă care afirmă că orice varietate riemanniană cu topologia unei sfere are cel puțin trei geodezice închise.
- teorema coardelor concurente - teoremă despre relația celor patru segmente de dreaptă de pe două coarde concurente în interiorul unui cerc.
- teorema paralelogramului - teoremă care afirmă că suma pătratelor celor patru laturi ale unui paralelogram este egală cu suma pătratelor celor două diagonale.
- teorema secantelor concurente - teoremă despre relația celor patru segmente de dreaptă de pe două secante concurente în exteriorul unui cerc.
- teorema tangentei și a secantei - teoremă despre relația segmentelor de dreaptă de pe o tangentă și o secantă ale unui cerc.
- teragon - tip de apeirogon fractal.
- teselare - umplere a spațiului (inclusiv a planului bidimensional) cu forme care nu se suprapun și fără goluri între ele.

- teselare pe laturi - pavare cu poligoane ale căror reflexii față de laturile lor sunt dale identice.

- tesseract - 4-politop cu 8 celule, v. și 8-celule.
- tetradecaedru - poliedru cu 14 fețe.
- tetraedru - poliedru cu patru fețe.

- tetraedru triakis - poliedru Catalan cu 12 fețe.
- tetraedru trunchiat - poliedru format prin trunchierea unui tetraedru. Este un poliedru arhimedic.
- tetraedru trunchiat augmentat - poliedru Johnson format prin augmentarea unui tetraedru trunchiat cu o cupolă triunghiulară.

- tetrahemihexacron - poliedru stelat la infinit, dual al tetrahemihexaedrului.
- tetrahemihexaedru - poliedru uniform neconvex cu 7 fețe.
- tetraplex - vezi 600-celule.
- tor - suprafață generată de rotația unui cerc în spațiul tridimensional în jurul unei axe din planul său, axă care nu taie cercul.
- toroid - suprafață generată de o curbă închisă care se rotește în jurul unei axe din planul curbei și care nu taie curba.
- torsiune - măsoară cât de strâns se curbează o curbă în spațiu în afara planului osculator.
- translație - transformare geometrică ce deplasează fiecare punct al unei figuri geometrice sau al unui spațiu cu aceeași distanță într-o direcție dată.
- transformare geometrică - bijecție a unei mulțimi cu proprietăți geometrice pe ea însăși.

- transformare conformă - transformare geometrică care conservă local unghiurile.
- transformare conformă specială - transformare liniară fracționară care nu este afină.
- transformare echiareală - transformare geometrică care conservă ariile.

- trapez - patrulater convex cu o sigură pereche de laturi opuse paralele.

- trapez circumscriptibil - trapez ale cărui laturi sunt tangente la cercul înscris în el.
- trapez isoscel - trapez ale cărui laturi neparalele sunt egale.

- trapezoedru - poliedru convex cu fețe romboidale, dualul unei antiprisme.

- trapezoedru diminuat - poliedru convex format dintr-un trapezoedru prin înlocuirea unui apex cu o față diminuată.
- trapezoedru hexagonal - trapezoedru cu 12 fețe.
- trapezoedru pentagonal - trapezoedru cu 10 fețe.
- trapezoedru tetragonal - trapezoedru cu 8 fețe.
- trapezoedru trigonal - trapezoedru cu 6 fețe.
- trapezoedru trunchiat - poliedru convex format dintr-un trapezoedru prin trunchierea ambelor apexuri.

- triacontaedru - poliedru cu 30 de fețe.

- triacontaedru disdiakis - poliedru Catalan cu 120 de fețe.
- triacontaedru rombic - poliedru Catalan cu 30 de fețe.
- triacontaedru rombic medial - poliedru stelat cu 30 de fețe.

- triangulare - rețea de triunghiuri folosită la triangulație.

- triangulare în evantai - metodă de triangulare a poligoanelor convexe.
- triangularea unei mulțimi de puncte - complex simplicial care triangulează anvelopa convexă a unei mulțimi de puncte.
- triangularea unei suprafețe - descompunerea unei suprafețe în triunghiuri.
- triangularea unui poligon - descompunerea unui poligon simplu în triunghiuri.

- triangulație - metodă de determinare a coordonatelor unui punct prin calcul, bazată pe măsurarea unor mărimi într-un triunghi.
- tridecaedru - poliedru cu 13 fețe.
- triomino - poliomino de ordinul 3.
- trisectoare - curbă algebrică plană care are proprietatea sa de a trisecta unghiurile.

- trisectoarea lui Maclaurin - trisectoare cubică studiată de Colin Maclaurin.

- triunghi - poligon cu trei laturi.

- triunghi ascuțitunghic - triunghi cu toate unghiurile ascuțite.
- triunghi de aur - triunghi în care raportul lungimilor laturilor este egal cu secțiunea de aur.
- triunghi dreptunghic - triunghi cu un unghi drept.
- triunghi Möbius - triunghi sferic cu două laturi care corespund unor unghiuri la centru mai mari de 180°
- triunghi obtuzunghic - triunghi cu un unghi obtuz.
- triunghi Schwarz - triunghi sferic care poate fi folosit pentru a pava o sferă.
- triunghi sferic - figura de pe suprafața unei sfere formată din trei arce de cerc mare care se întretaie în trei puncte,

- tromino - v. triomino.
- trunchi de con - corp geometric obținut prin secționarea unui con cu un plan paralel cu baza și aflat între acest plan și bază.
- trunchi de piramidă - corp geometric obținut prin secționarea unei piramide cu un plan paralel cu baza și aflat între acest plan și bază.
- trunchiere - operație care taie vârfurile unui politop, creând o nouă fațetă în locul fiecărui vârf.

## U
- unghi - figură geometrică formată din două semidrepte care pleacă din același punct.

- unghi ascuțit - unghi a cărui măsură este mai mică de 90°.
- unghi de paralelism - unghiul la vârful opus unghiului drept al unui triunghi hiperbolic dreptunghic având două laturi paralele.
- unghi drept - unghi cu laturile perpendiculare.
- unghi obtuz - unghi a cărui măsură este mai mare de 90°.
- unghi diedru - figură geometrică formată din două semiplane care sunt mărginite de o dreaptă comună.
- unghi înscris - unghi care are vârful pe un cerc, iar ca laturi două coarde ale cercului.
- unghi la centru - unghi al cărui vârf este în centrul unui cerc.
- unghi poliedru - figură geometrică formată de mai multe plane care trec prin același punct.
- unghi solid - porțiunea din spațiu mărginită de o suprafață conică.
- unghi tangențial - unghiul dintre tangenta într-un punct la o curbă dată și axa Ox.

- unghiuri adiacente - pereche de unghiuri care au în comun vârful și o latură (sunt situate de-o parte și de cealaltă a laturii comune).
- unghiuri alterne (interne sau externe) - fiecare dintre cele două perechi de unghiuri formate de o parte și de alta a două drepte tăiate de o secantă.
- unghiuri complementare - două unghiuri a căror sumă este egală cu un unghi drept.
- unghiuri interne - fiecare dintre cele două perechi de unghiuri situate în interiorul a două drepte paralele tăiate de o secantă și aflate de aceeași parte a secantei.
- unghiurile lui Euler - unghiurile {\displaystyle \varphi ,\psi ,\vartheta } care determină poziția unui sistem de coordonate carteziene ortogonale {\displaystyle Ox'y'z'} față de un alt sistem {\displaystyle Oxyz}.
- unghiuri opuse la vârf - două unghiuri care au proprietatea că laturile unuia sunt prelungirile laturilor celuilalt.
- unghiuri suplementare - două unghiuri a căror sumă este egală cu 180°.
- unghiular, coeficient ~ - tangenta unghiului pe care îl formează o dreaptă cu axa {\displaystyle Ox.}

## V
- varietate hiperbolică - spațiu în care, local, fiecare punct este într-un spațiu de tip hiperbolic.
- Varignon, teorema lui ~ - teoremă care susține că mijloacele laturilor unui patrulater formează un paralelogram.
- volum - număr care exprimă măsura unei mărimi tridimensionale; spațiul pe care îl ocupă un corp.

## Z
- zonă (a unei sfere) - parte dintr-o sferă, cuprinsă între două plane paralele care taie sfera.
- zonoedru - poliedru convex cu fețe simetrice față de centru, format dintr-o sumă Minkovski de segmente.
- zonogon - poligon convex cu simetrie față de centru.